# Kisbolygók listája (34001–34500)
Ezen a lapon a sorszámmal rendelkező kisbolygók listájának egy részlete található.
34001–34100. • 34101–34200. • 34201–34300. • 34301–34400. • 34401–34500.
| Név                   | Ideiglenes név | A felfedezés ideje   | A felfedezés helye | Felfedező                      | Névadó (kategória) | Forrás  |
| --------------------- | -------------- | -------------------- | ------------------ | ------------------------------ | --- | ------- |
| 34001–34100.          |                |                      |                    |                                | |         |
| (34001) 2000 OR5      | 2000 OR5       | 2000. július 24.     | Socorro            | LINEAR                         | | MPC JPL |
| 34002 Movsesian       | 2000 OD6       | 2000. július 24.     | Socorro            | LINEAR                         | Karina Movsesian (1999–), a 2017-es Intel International Science and Engineering Fair tudományos verseny első helyezettje és kategóriájának legjobbja biokémiai témában készített projektjével, emellett megkapta a Dudley R. Herschbach díjat is                                                                | MPC JPL |
| 34003 Ivozell         | 2000 OU6       | 2000. július 29.     | Socorro            | LINEAR                         | Ivo Zell (1998–), a 2017-es Intel International Science and Engineering Fair tudományos verseny első helyezettje és kategóriájának legjobbja műszaki mechanikai témában készített projektjével, emellett megkapta a Gordon E. Moore díjat is                                                                    | MPC JPL |
| 34004 Gregorini       | 2000 OS7       | 2000. július 30.     | Montelupo          | Maura Tombelli, Daria Guidetti | Loretta Gregorini (1948–), kutatási tevékenységének nagy része a radioasztronómia és a megfigyelési kozmológia területére vonatkozik; jelenlegi kutatási tevékenysége olyan nagy programokra összpontosít, amelyek a rádióforrások és optikai gazdagépeik kozmológiai evolúciójának tanulmányozására irányulnak | MPC JPL |
| (34005) 2000 OY7      | 2000 OY7       | 2000. július 30.     | Socorro            | LINEAR                         | | MPC JPL |
| (34006) 2000 OQ9      | 2000 OQ9       | 2000. július 31.     | Črni Vrh           | Črni Vrh Obszervatórium        | | MPC JPL |
| (34007) 2000 OS11     | 2000 OS11      | 2000. július 23.     | Socorro            | LINEAR                         | | MPC JPL |
| (34008) 2000 OB12     | 2000 OB12      | 2000. július 23.     | Socorro            | LINEAR                         | | MPC JPL |
| (34009) 2000 OX12     | 2000 OX12      | 2000. július 23.     | Socorro            | LINEAR                         | | MPC JPL |
| 34010 Tassiloschwarz  | 2000 OH13      | 2000. július 23.     | Socorro            | LINEAR                         | Tassilo Constantin Schwarz (1999–), a 2017-es Intel International Science and Engineering Fair tudományos verseny első helyezettje és kategóriájának legjobbja robotika és intelligens gépek témában készített projektjével, emellett megkapta a Cultural and Scientific Visit to China díjat is                | MPC JPL |
| 34011 Divyakranthi    | 2000 OK14      | 2000. július 23.     | Socorro            | LINEAR                         | Divya Kranthi (2000–), a 2017-es Intel International Science and Engineering Fair tudományos verseny második helyezettje biokémiai témában készített csoportprojektjével | MPC JPL |
| 34012 Prashaant       | 2000 OD15      | 2000. július 23.     | Socorro            | LINEAR                         | Prashaant Ranganathan (1999–), a 2017-es Intel International Science and Engineering Fair tudományos verseny első helyezettje és kategóriájának legjobbja környezetmérnöki témában készített projektjével, emellett megkapta a Philip V. Streich emlékdíjat is                                                  | MPC JPL |
| (34013) 2000 OG15     | 2000 OG15      | 2000. július 23.     | Socorro            | LINEAR                         | | MPC JPL |
| 34014 Pingali         | 2000 OP15      | 2000. július 23.     | Socorro            | LINEAR                         | Sahithi Rohini Pingali (2000–), a 2017-es Intel International Science and Engineering Fair tudományos verseny második helyezettje föld- és környezettudományi témában készített projektjével | MPC JPL |
| (34015) 2000 OR16     | 2000 OR16      | 2000. július 23.     | Socorro            | LINEAR                         | | MPC JPL |
| 34016 Chaitanya       | 2000 OY16      | 2000. július 23.     | Socorro            | LINEAR                         | Chaitanya (1999–), a 2017-es Intel International Science and Engineering Fair tudományos verseny második helyezettje bioorvos mérnöki témában készített csoportprojektjével | MPC JPL |
| 34017 Geeve           | 2000 OD17      | 2000. július 23.     | Socorro            | LINEAR                         | Geeve (1999–), a 2017-es Intel International Science and Engineering Fair tudományos verseny második helyezettje bioorvos mérnöki témában készített csoportprojektjével | MPC JPL |
| (34018) 2000 OK19     | 2000 OK19      | 2000. július 31.     | Socorro            | LINEAR                         | | MPC JPL |
| (34019) 2000 OU19     | 2000 OU19      | 2000. július 30.     | Socorro            | LINEAR                         | | MPC JPL |
| (34020) 2000 ON21     | 2000 ON21      | 2000. július 30.     | Socorro            | LINEAR                         | | MPC JPL |
| 34021 Suhanijain      | 2000 OW22      | 2000. július 23.     | Socorro            | LINEAR                         | Suhani Sachin Jain (2000–), a 2017-es Intel International Science and Engineering Fair tudományos verseny második helyezettje biokémiai témában készített csoportprojektjével | MPC JPL |
| (34022) 2000 OY23     | 2000 OY23      | 2000. július 23.     | Socorro            | LINEAR                         | | MPC JPL |
| (34023) 2000 OH24     | 2000 OH24      | 2000. július 23.     | Socorro            | LINEAR                         | | MPC JPL |
| 34024 Cormaclarkin    | 2000 OO24      | 2000. július 23.     | Socorro            | LINEAR                         | Cormac James Larkin (1997–), a 2017-es Intel International Science and Engineering Fair tudományos verseny második helyezettje fizikai és csillagászati témában készített projektjével | MPC JPL |
| 34025 Caolannbrady    | 2000 OX24      | 2000. július 23.     | Socorro            | LINEAR                         | Caolann Ellen Brady (1999–), a 2017-es Intel International Science and Engineering Fair tudományos verseny második helyezettje bioorvos- és egészségtudományi témában készített projektjével | MPC JPL |
| 34026 Valpagliarino   | 2000 OA25      | 2000. július 23.     | Socorro            | LINEAR                         | Valerio Pagliarino (2000–), a 2017-es Intel International Science and Engineering Fair tudományos verseny első helyezettje és kategóriájának legjobbja beágyazott rendszerek témában készített projektjével, emellett megkapta az Intel Foundation Young Scientist díjat is                                     | MPC JPL |
| (34027) 2000 OL25     | 2000 OL25      | 2000. július 23.     | Socorro            | LINEAR                         | | MPC JPL |
| 34028 Wuhuiyi         | 2000 OP25      | 2000. július 23.     | Socorro            | LINEAR                         | Huiyi Wu (1999–), a 2017-es Intel International Science and Engineering Fair tudományos verseny második helyezettje energiák témában készített projektjével | MPC JPL |
| (34029) 2000 OX25     | 2000 OX25      | 2000. július 23.     | Socorro            | LINEAR                         | | MPC JPL |
| 34030 Tabuchi         | 2000 OM26      | 2000. július 23.     | Socorro            | LINEAR                         | Kotaro Tabuchi (1999–), a 2017-es Intel International Science and Engineering Fair tudományos verseny második helyezettje műszaki mechanikai témában készített projektjével | MPC JPL |
| 34031 Fukumitsu       | 2000 OU26      | 2000. július 23.     | Socorro            | LINEAR                         | Nodoka Fukumitsu (1998–), a 2017-es Intel International Science and Engineering Fair tudományos verseny második helyezettje állattudományi témában készített projektjével | MPC JPL |
| (34032) 2000 OC27     | 2000 OC27      | 2000. július 23.     | Socorro            | LINEAR                         | | MPC JPL |
| (34033) 2000 OH27     | 2000 OH27      | 2000. július 23.     | Socorro            | LINEAR                         | | MPC JPL |
| 34034 Shehadeh        | 2000 OQ27      | 2000. július 23.     | Socorro            | LINEAR                         | Ayah Hayel Shehadeh (2000–), a 2017-es Intel International Science and Engineering Fair tudományos verseny második helyezettje kémiai témában készített csoportprojektjével | MPC JPL |
| (34035) 2000 OV27     | 2000 OV27      | 2000. július 23.     | Socorro            | LINEAR                         | | MPC JPL |
| (34036) 2000 OX27     | 2000 OX27      | 2000. július 23.     | Socorro            | LINEAR                         | | MPC JPL |
| (34037) 2000 OZ27     | 2000 OZ27      | 2000. július 24.     | Socorro            | LINEAR                         | | MPC JPL |
| 34038 Abualragheb     | 2000 OA28      | 2000. július 24.     | Socorro            | LINEAR                         | Bayan Osama Abu Alragheb (2000–), a 2017-es Intel International Science and Engineering Fair tudományos verseny második helyezettje kémiai témában készített csoportprojektjével | MPC JPL |
| 34039 Torsteinvik     | 2000 OB29      | 2000. július 30.     | Socorro            | LINEAR                         | Torstein Vik (1999–), a 2017-es Intel International Science and Engineering Fair tudományos verseny második helyezettje matematikai témában készített csoportprojektjével | MPC JPL |
| (34040) 2000 OX30     | 2000 OX30      | 2000. július 30.     | Socorro            | LINEAR                         | | MPC JPL |
| (34041) 2000 OD31     | 2000 OD31      | 2000. július 30.     | Socorro            | LINEAR                         | | MPC JPL |
| 34042 Espeseth        | 2000 OQ31      | 2000. július 30.     | Socorro            | LINEAR                         | Ane Kristine Espeseth (1998–), a 2017-es Intel International Science and Engineering Fair tudományos verseny második helyezettje matematikai témában készített csoportprojektjével | MPC JPL |
| (34043) 2000 OS31     | 2000 OS31      | 2000. július 30.     | Socorro            | LINEAR                         | | MPC JPL |
| 34044 Obafial         | 2000 OZ31      | 2000. július 30.     | Socorro            | LINEAR                         | Nadine Antonette Obafial (2000–), a 2017-es Intel International Science and Engineering Fair tudományos verseny második helyezettje növénytudományi témában készített csoportprojektjével | MPC JPL |
| (34045) 2000 OD34     | 2000 OD34      | 2000. július 30.     | Socorro            | LINEAR                         | | MPC JPL |
| (34046) 2000 OQ34     | 2000 OQ34      | 2000. július 30.     | Socorro            | LINEAR                         | | MPC JPL |
| 34047 Gloria          | 2000 OJ35      | 2000. július 30.     | Socorro            | LINEAR                         | Rubeliene Chezka Fernandez Gloria (2001–), a 2017-es Intel International Science and Engineering Fair tudományos verseny második helyezettje növénytudományi témában készített csoportprojektjével | MPC JPL |
| (34048) 2000 OR35     | 2000 OR35      | 2000. július 31.     | Socorro            | LINEAR                         | | MPC JPL |
| 34049 Myrelleangela   | 2000 ON36      | 2000. július 30.     | Socorro            | LINEAR                         | Myrelle Angela T. Colas (2001–), a 2017-es Intel International Science and Engineering Fair tudományos verseny második helyezettje növénytudományi témában készített csoportprojektjével | MPC JPL |
| (34050) 2000 OU36     | 2000 OU36      | 2000. július 30.     | Socorro            | LINEAR                         | | MPC JPL |
| (34051) 2000 OK37     | 2000 OK37      | 2000. július 30.     | Socorro            | LINEAR                         | | MPC JPL |
| (34052) 2000 OL37     | 2000 OL37      | 2000. július 30.     | Socorro            | LINEAR                         | | MPC JPL |
| 34053 Carlquines      | 2000 OF38      | 2000. július 30.     | Socorro            | LINEAR                         | Carl Joshua Tiangco Quines (2000–), a 2017-es Intel International Science and Engineering Fair tudományos verseny második helyezettje matematikai témában készített csoportprojektjével | MPC JPL |
| (34054) 2000 OE39     | 2000 OE39      | 2000. július 30.     | Socorro            | LINEAR                         | | MPC JPL |
| (34055) 2000 OU41     | 2000 OU41      | 2000. július 30.     | Socorro            | LINEAR                         | | MPC JPL |
| (34056) 2000 OJ42     | 2000 OJ42      | 2000. július 30.     | Socorro            | LINEAR                         | | MPC JPL |
| (34057) 2000 ON44     | 2000 ON44      | 2000. július 30.     | Socorro            | LINEAR                         | | MPC JPL |
| (34058) 2000 OT44     | 2000 OT44      | 2000. július 30.     | Socorro            | LINEAR                         | | MPC JPL |
| (34059) 2000 OS45     | 2000 OS45      | 2000. július 30.     | Socorro            | LINEAR                         | | MPC JPL |
| (34060) 2000 OZ45     | 2000 OZ45      | 2000. július 30.     | Socorro            | LINEAR                         | | MPC JPL |
| (34061) 2000 OC48     | 2000 OC48      | 2000. július 31.     | Socorro            | LINEAR                         | | MPC JPL |
| (34062) 2000 OD48     | 2000 OD48      | 2000. július 31.     | Socorro            | LINEAR                         | | MPC JPL |
| 34063 Mariamakarova   | 2000 OA49      | 2000. július 31.     | Socorro            | LINEAR                         | Maria Makarova (1999–), a 2017-es Intel International Science and Engineering Fair tudományos verseny második helyezettje kémiai témában készített csoportprojektjével | MPC JPL |
| (34064) 2000 OK51     | 2000 OK51      | 2000. július 30.     | Socorro            | LINEAR                         | | MPC JPL |
| (34065) 2000 OD52     | 2000 OD52      | 2000. július 31.     | Socorro            | LINEAR                         | | MPC JPL |
| (34066) 2000 OS52     | 2000 OS52      | 2000. július 31.     | Socorro            | LINEAR                         | | MPC JPL |
| (34067) 2000 OA55     | 2000 OA55      | 2000. július 29.     | Anderson Mesa      | LONEOS                         | (Cybele dinamikai család) | MPC JPL |
| (34068) 2000 OB56     | 2000 OB56      | 2000. július 29.     | Anderson Mesa      | LONEOS                         | | MPC JPL |
| (34069) 2000 OZ56     | 2000 OZ56      | 2000. július 29.     | Anderson Mesa      | LONEOS                         | | MPC JPL |
| (34070) 2000 OK57     | 2000 OK57      | 2000. július 29.     | Anderson Mesa      | LONEOS                         | | MPC JPL |
| (34071) 2000 OT57     | 2000 OT57      | 2000. július 29.     | Anderson Mesa      | LONEOS                         | | MPC JPL |
| (34072) 2000 OU58     | 2000 OU58      | 2000. július 29.     | Anderson Mesa      | LONEOS                         | | MPC JPL |
| (34073) 2000 OW58     | 2000 OW58      | 2000. július 29.     | Anderson Mesa      | LONEOS                         | | MPC JPL |
| (34074) 2000 OG59     | 2000 OG59      | 2000. július 29.     | Anderson Mesa      | LONEOS                         | | MPC JPL |
| (34075) 2000 OE60     | 2000 OE60      | 2000. július 29.     | Anderson Mesa      | LONEOS                         | | MPC JPL |
| (34076) 2000 OK60     | 2000 OK60      | 2000. július 29.     | Anderson Mesa      | LONEOS                         | | MPC JPL |
| 34077 Yoshiakifuse    | 2000 OV68      | 2000. július 30.     | Cerro Tololo       | Marc Buie                      | Fusze Josiaki (1939–), Fusze Tecuru csillagásznak és Subaru alkalmazottnak az apja; nagyban befolyásolta és motiválta fia karrierjét | MPC JPL |
| (34078) 2000 PF       | 2000 PF        | 2000. augusztus 1.   | Črni Vrh           | Črni Vrh Obszervatórium        | | MPC JPL |
| 34079 Samoylova       | 2000 PD1       | 2000. augusztus 1.   | Socorro            | LINEAR                         | Alexandra Samoylova (1999–), a 2017-es Intel International Science and Engineering Fair tudományos verseny második helyezettje kémiai témában készített csoportprojektjével | MPC JPL |
| 34080 Clarakeng       | 2000 PE1       | 2000. augusztus 1.   | Socorro            | LINEAR                         | Clara Keng (1999–), a 2017-es Intel International Science and Engineering Fair tudományos verseny második helyezettje anyagtudományi témában készített csoportprojektjével | MPC JPL |
| 34081 Chowkitmun      | 2000 PH1       | 2000. augusztus 1.   | Socorro            | LINEAR                         | Chow Kit Mun (1999–), a 2017-es Intel International Science and Engineering Fair tudományos verseny második helyezettje anyagtudományi témában készített csoportprojektjével | MPC JPL |
| (34082) 2000 PL2      | 2000 PL2       | 2000. augusztus 1.   | Socorro            | LINEAR                         | | MPC JPL |
| 34083 Feretova        | 2000 PE4       | 2000. augusztus 1.   | Socorro            | LINEAR                         | Miriam Feretova (1999–), a 2017-es Intel International Science and Engineering Fair tudományos verseny második helyezettje állattudományi témában készített csoportprojektjével | MPC JPL |
| (34084) 2000 PM4      | 2000 PM4       | 2000. augusztus 1.   | Socorro            | LINEAR                         | | MPC JPL |
| (34085) 2000 PE5      | 2000 PE5       | 2000. augusztus 5.   | Haleakalā          | NEAT                           | | MPC JPL |
| (34086) 2000 PP5      | 2000 PP5       | 2000. augusztus 5.   | Prescott           | Paul G. Comba                  | | MPC JPL |
| (34087) 2000 PA7      | 2000 PA7       | 2000. augusztus 1.   | Črni Vrh           | Črni Vrh Obszervatórium        | | MPC JPL |
| 34088 Satokosuka      | 2000 PC7       | 2000. augusztus 6.   | Bisei SG Center    | BATTeRS                        | Szató Koszuke (2001–), a 2008-as Space Day Award általános iskolások számára rendezett festőverseny győztese a "Dream of space journey" című festvényével | MPC JPL |
| 34089 Smoter          | 2000 PL7       | 2000. augusztus 2.   | Socorro            | LINEAR                         | Samuel Smoter (1999–), a 2017-es Intel International Science and Engineering Fair tudományos verseny második helyezettje állattudományi témában készített csoportprojektjével | MPC JPL |
| 34090 Cewhang         | 2000 PG10      | 2000. augusztus 1.   | Socorro            | LINEAR                         | Clairisse Eunhae Whang (2000–), a 2017-es Intel International Science and Engineering Fair tudományos verseny második helyezettje bioorvos- és egészségtudományi témában készített projektjével | MPC JPL |
| (34091) 2000 PQ10     | 2000 PQ10      | 2000. augusztus 1.   | Socorro            | LINEAR                         | | MPC JPL |
| (34092) 2000 PF11     | 2000 PF11      | 2000. augusztus 1.   | Socorro            | LINEAR                         | | MPC JPL |
| (34093) 2000 PP11     | 2000 PP11      | 2000. augusztus 1.   | Socorro            | LINEAR                         | | MPC JPL |
| (34094) 2000 PV11     | 2000 PV11      | 2000. augusztus 1.   | Socorro            | LINEAR                         | | MPC JPL |
| (34095) 2000 PW11     | 2000 PW11      | 2000. augusztus 1.   | Socorro            | LINEAR                         | | MPC JPL |
| (34096) 2000 PC12     | 2000 PC12      | 2000. augusztus 1.   | Socorro            | LINEAR                         | | MPC JPL |
| (34097) 2000 PD12     | 2000 PD12      | 2000. augusztus 1.   | Socorro            | LINEAR                         | | MPC JPL |
| (34098) 2000 PM12     | 2000 PM12      | 2000. augusztus 2.   | Socorro            | LINEAR                         | | MPC JPL |
| (34099) 2000 PT12     | 2000 PT12      | 2000. augusztus 8.   | Socorro            | LINEAR                         | | MPC JPL |
| 34100 Thapa           | 2000 PQ13      | 2000. augusztus 1.   | Socorro            | LINEAR                         | Devina Thapa (1999–), a 2017-es Intel International Science and Engineering Fair tudományos verseny második helyezettje áttételi orvostudományi témában készített projektjével | MPC JPL |
| 34101–34200.          |                |                      |                    |                                | |         |
| 34101 Hesrivastava    | 2000 PT15      | 2000. augusztus 1.   | Socorro            | LINEAR                         | Hemant Srivastava (1999–), a 2017-es Intel International Science and Engineering Fair tudományos verseny második helyezettje áttételi orvostudományi témában készített projektjével | MPC JPL |
| 34102 Shawnzhang      | 2000 PO16      | 2000. augusztus 1.   | Socorro            | LINEAR                         | Shawn Brian Zhang (2000–), a 2017-es Intel International Science and Engineering Fair tudományos verseny második helyezettje fizikai és csillagászati témában készített csoportprojektjével | MPC JPL |
| 34103 Suganthkannan   | 2000 PP17      | 2000. augusztus 1.   | Socorro            | LINEAR                         | Suganth Kannan (1999–), a 2017-es Intel International Science and Engineering Fair tudományos verseny második helyezettje kémiai témában készített projektjével | MPC JPL |
| 34104 Jeremiahpate    | 2000 PY19      | 2000. augusztus 1.   | Socorro            | LINEAR                         | Jeremiah Thomas Pate (1998–), a 2017-es Intel International Science and Engineering Fair tudományos verseny első helyezettje és kategóriájának legjobbja áttételi orvostudományi témában készített projektjével, emellett megkapta a Dudley R. Herschbach díjat is                                              | MPC JPL |
| (34105) 2000 PD20     | 2000 PD20      | 2000. augusztus 1.   | Socorro            | LINEAR                         | | MPC JPL |
| 34106 Sakhrani        | 2000 PP22      | 2000. augusztus 2.   | Socorro            | LINEAR                         | Neeraj Sakhrani (1999–), a 2017-es Intel International Science and Engineering Fair tudományos verseny második helyezettje föld- és környezettudományi témában készített projektjével | MPC JPL |
| 34107 Kashfiarahman   | 2000 PX22      | 2000. augusztus 2.   | Socorro            | LINEAR                         | Kashfia Nehrin Rahman (2000–), a 2017-es Intel International Science and Engineering Fair tudományos verseny első helyezettje viselkedés- és társadalomtudományi témában készített projektjével | MPC JPL |
| (34108) 2000 PN23     | 2000 PN23      | 2000. augusztus 2.   | Socorro            | LINEAR                         | | MPC JPL |
| (34109) 2000 PX23     | 2000 PX23      | 2000. augusztus 2.   | Socorro            | LINEAR                         | | MPC JPL |
| (34110) 2000 PX24     | 2000 PX24      | 2000. augusztus 3.   | Socorro            | LINEAR                         | | MPC JPL |
| (34111) 2000 PZ24     | 2000 PZ24      | 2000. augusztus 3.   | Socorro            | LINEAR                         | | MPC JPL |
| (34112) 2000 PC25     | 2000 PC25      | 2000. augusztus 3.   | Socorro            | LINEAR                         | | MPC JPL |
| (34113) 2000 PL25     | 2000 PL25      | 2000. augusztus 3.   | Kitt Peak          | Spacewatch                     | | MPC JPL |
| (34114) 2000 PU26     | 2000 PU26      | 2000. augusztus 5.   | Haleakalā          | NEAT                           | | MPC JPL |
| (34115) 2000 PV26     | 2000 PV26      | 2000. augusztus 5.   | Haleakalā          | NEAT                           | | MPC JPL |
| (34116) 2000 PW26     | 2000 PW26      | 2000. augusztus 5.   | Haleakalā          | NEAT                           | | MPC JPL |
| (34117) 2000 PA27     | 2000 PA27      | 2000. augusztus 9.   | Socorro            | LINEAR                         | | MPC JPL |
| (34118) 2000 PC27     | 2000 PC27      | 2000. augusztus 9.   | Socorro            | LINEAR                         | | MPC JPL |
| (34119) 2000 PY27     | 2000 PY27      | 2000. augusztus 9.   | Socorro            | LINEAR                         | | MPC JPL |
| (34120) 2000 PL28     | 2000 PL28      | 2000. augusztus 4.   | Haleakalā          | NEAT                           | | MPC JPL |
| (34121) 2000 PJ29     | 2000 PJ29      | 2000. augusztus 1.   | Socorro            | LINEAR                         | | MPC JPL |
| (34122) 2000 PQ29     | 2000 PQ29      | 2000. augusztus 1.   | Socorro            | LINEAR                         | | MPC JPL |
| 34123 Uedayukika      | 2000 QD        | 2000. augusztus 25.  | Bisei SG Center    | BATTeRS                        | Ueda Jukika (1994–), a 2008-as Space-Day Award festőverseny egyik díjazottja a "Imagination of space journey" című festményével | MPC JPL |
| (34124) 2000 QS       | 2000 QS        | 2000. augusztus 22.  | Višnjan            | Korado Korlević, Mario Jurić   | | MPC JPL |
| (34125) 2000 QZ       | 2000 QZ        | 2000. augusztus 23.  | Gnosca             | Stefano Sposetti               | | MPC JPL |
| (34126) 2000 QA1      | 2000 QA1       | 2000. augusztus 23.  | Gnosca             | Stefano Sposetti               | | MPC JPL |
| 34127 Adamnayak       | 2000 QN2       | 2000. augusztus 24.  | Socorro            | LINEAR                         | Adam C. Nayak (2000–), a 2017-es Intel International Science and Engineering Fair tudományos verseny első helyezettje és kategóriájának legjobbja föld- és környezettudományi témában készített projektjével | MPC JPL |
| 34128 Hannahbrown     | 2000 QO2       | 2000. augusztus 24.  | Socorro            | LINEAR                         | Hannah Louise Brown (1998–), a 2017-es Intel International Science and Engineering Fair tudományos verseny második helyezettje viselkedés- és társadalomtudományi témában készített projektjével | MPC JPL |
| 34129 Madisonsneve    | 2000 QN3       | 2000. augusztus 24.  | Socorro            | LINEAR                         | Madison Andrea Sneve (1999–), a 2017-es Intel International Science and Engineering Fair tudományos verseny első helyezettje sejt- és molekuláris biológiai témában készített projektjével | MPC JPL |
| 34130 Isabellaivy     | 2000 QW3       | 2000. augusztus 24.  | Socorro            | LINEAR                         | Isabella Ivy Bowland (2000–), a 2017-es Intel International Science and Engineering Fair tudományos verseny első helyezettje és kategóriájának legjobbja növénytudományi témában készített projektjével | MPC JPL |
| (34131) 2000 QY3      | 2000 QY3       | 2000. augusztus 24.  | Socorro            | LINEAR                         | | MPC JPL |
| 34132 Theoguerin      | 2000 QX4       | 2000. augusztus 24.  | Socorro            | LINEAR                         | Theo Calvin Guerin (1999–), a 2017-es Intel International Science and Engineering Fair tudományos verseny második helyezettje műszaki mechanikai témában készített csoportprojektjével | MPC JPL |
| 34133 Charlesfenske   | 2000 QU5       | 2000. augusztus 24.  | Socorro            | LINEAR                         | Charles Johannes Fenske (1999–), a 2017-es Intel International Science and Engineering Fair tudományos verseny második helyezettje műszaki mechanikai témában készített csoportprojektjével | MPC JPL |
| 34134 Zlokapa         | 2000 QW5       | 2000. augusztus 24.  | Socorro            | LINEAR                         | Alexander Zlokapa (1999–), a 2017-es Intel International Science and Engineering Fair tudományos verseny második helyezettje szoftverrendszerek témában készített projektjével | MPC JPL |
| 34135 Rahulsubra      | 2000 QX5       | 2000. augusztus 24.  | Socorro            | LINEAR                         | Rahul Subramaniam (2001–), a 2017-es Intel International Science and Engineering Fair tudományos verseny első helyezettje és kategóriájának legjobbja mikrobiológiai témában készített projektjével, emellett megkapta a Scientific and Cultural Visit to India díjat is                                        | MPC JPL |
| (34136) 2000 QF6      | 2000 QF6       | 2000. augusztus 24.  | Višnjan            | Korado Korlević, Mario Jurić   | | MPC JPL |
| 34137 Lonnielinda     | 2000 QL6       | 2000. augusztus 21.  | Terre Haute        | Chris Wolfe                    | a felfedező testvéreivel (Cory, Carin) együtt nevezte el a kisbolygót a szüleiről, Lonnie és Linda Wolfe-ról, hogy kifejezzék hálájukat azért a sok áldozatért, amelyet szüleik az évek során hoztak értük, valamint végtelen szeretetükért és támogatásukért                                                   | MPC JPL |
| 34138 Frasso Sabino   | 2000 QE9       | 2000. augusztus 25.  | Frasso Sabino      | Frasso Sabino Obszervatórium   | Frasso Sabino egy kellemes középkori olasz város; a városban található a Frasso Sabino Obszervatórium egy 17. századi lisztgyár épületében; a Virginio Cesarini-nak szentelt obszervatóriumot 1995-ben adták át a Római Amatőrcsillagászok Szövetségének oktató és tudományos felhasználásra                    | MPC JPL |
| 34139 Lucabarcelo     | 2000 QU10      | 2000. augusztus 24.  | Socorro            | LINEAR                         | Luca Jose Barcelo (2000–), a 2017-es Intel International Science and Engineering Fair tudományos verseny második helyezettje környezetmérnöki témában készített projektjével | MPC JPL |
| (34140) 2000 QE11     | 2000 QE11      | 2000. augusztus 24.  | Socorro            | LINEAR                         | | MPC JPL |
| 34141 Antonwu         | 2000 QZ11      | 2000. augusztus 24.  | Socorro            | LINEAR                         | Anton Wu (2000–), a 2017-es Intel International Science and Engineering Fair tudományos verseny második helyezettje matematikai témában készített projektjével | MPC JPL |
| 34142 Sachinkonan     | 2000 QE12      | 2000. augusztus 24.  | Socorro            | LINEAR                         | Sachin Ganesh Konan (2000–), a 2017-es Intel International Science and Engineering Fair tudományos verseny második helyezettje beágyazott rendszerek témában készített projektjével | MPC JPL |
| 34143 Heeric          | 2000 QE13      | 2000. augusztus 24.  | Socorro            | LINEAR                         | Eric He (2000–), a 2017-es Intel International Science and Engineering Fair tudományos verseny második helyezettje beágyazott rendszerek témában készített projektjével | MPC JPL |
| 34144 Alexandersun    | 2000 QX14      | 2000. augusztus 24.  | Socorro            | LINEAR                         | Alexander Karl Sun (1999–), a 2017-es Intel International Science and Engineering Fair tudományos verseny második helyezettje viselkedés- és társadalomtudományi témában készített csoportprojektjével | MPC JPL |
| (34145) 2000 QV15     | 2000 QV15      | 2000. augusztus 24.  | Socorro            | LINEAR                         | | MPC JPL |
| (34146) 2000 QH16     | 2000 QH16      | 2000. augusztus 24.  | Socorro            | LINEAR                         | | MPC JPL |
| 34147 Vengadesan      | 2000 QV16      | 2000. augusztus 24.  | Socorro            | LINEAR                         | Suryaprakash Vengadesan (2000–), a 2017-es Intel International Science and Engineering Fair tudományos verseny második helyezettje anyagtudományi témában készített projektjével | MPC JPL |
| 34148 Marchuo         | 2000 QX16      | 2000. augusztus 24.  | Socorro            | LINEAR                         | Marc Huo (2000–), a 2017-es Intel International Science and Engineering Fair tudományos verseny második helyezettje sejt- és molekuláris biológiai témában készített projektjével | MPC JPL |
| (34149) 2000 QL17     | 2000 QL17      | 2000. augusztus 24.  | Socorro            | LINEAR                         | | MPC JPL |
| (34150) 2000 QK18     | 2000 QK18      | 2000. augusztus 24.  | Socorro            | LINEAR                         | | MPC JPL |
| (34151) 2000 QH19     | 2000 QH19      | 2000. augusztus 24.  | Socorro            | LINEAR                         | | MPC JPL |
| 34152 Kendrazhang     | 2000 QW19      | 2000. augusztus 24.  | Socorro            | LINEAR                         | Kendra Zhang (2000–), a 2017-es Intel International Science and Engineering Fair tudományos verseny első helyezettje és kategóriájának legjobbja energiák témában készített projektjével, emellett megkapta az European Union Contest for Young Scientists díjat is                                             | MPC JPL |
| 34153 Deeannguo       | 2000 QZ19      | 2000. augusztus 24.  | Socorro            | LINEAR                         | DeeAnn Guo (1999–), a 2017-es Intel International Science and Engineering Fair tudományos verseny második helyezettje viselkedés- és társadalomtudományi témában készített projektjével | MPC JPL |
| 34154 Anushkanair     | 2000 QC20      | 2000. augusztus 24.  | Socorro            | LINEAR                         | Anushka M. Nair (2000–), a 2017-es Intel International Science and Engineering Fair tudományos verseny első helyezettje föld- és környezettudományi témában készített projektjével | MPC JPL |
| (34155) 2000 QJ22     | 2000 QJ22      | 2000. augusztus 25.  | Socorro            | LINEAR                         | | MPC JPL |
| 34156 Gopalakrishnan  | 2000 QT22      | 2000. augusztus 25.  | Socorro            | LINEAR                         | Vivek Gopalakrishnan (1999–), a 2017-es Intel International Science and Engineering Fair tudományos verseny második helyezettje mikrobiológiai témában készített projektjével | MPC JPL |
| (34157) 2000 QU22     | 2000 QU22      | 2000. augusztus 25.  | Socorro            | LINEAR                         | | MPC JPL |
| 34158 Rachelchang     | 2000 QB24      | 2000. augusztus 25.  | Socorro            | LINEAR                         | Rachel Chang (2000–), a 2017-es Intel International Science and Engineering Fair tudományos verseny második helyezettje környezetmérnöki témában készített csoportprojektjével | MPC JPL |
| 34159 Ryanthorpe      | 2000 QJ24      | 2000. augusztus 25.  | Socorro            | LINEAR                         | Ryan Matthew Thorpe (2000–), a 2017-es Intel International Science and Engineering Fair tudományos verseny második helyezettje környezetmérnöki témában készített csoportprojektjével | MPC JPL |
| (34160) 2000 QS26     | 2000 QS26      | 2000. augusztus 26.  | Kleť               | Kleť Obszervatórium            | | MPC JPL |
| 34161 Michaellee      | 2000 QC27      | 2000. augusztus 24.  | Socorro            | LINEAR                         | Michael Yoomin Lee (1998–), a 2017-es Intel International Science and Engineering Fair tudományos verseny első helyezettje és kategóriájának legjobbja szoftverrendszerek témában készített projektjével, emellett megkapta az Intel Foundation Cultural and Scientific Visit to China díjat is                 | MPC JPL |
| 34162 Yegnesh         | 2000 QV27      | 2000. augusztus 24.  | Socorro            | LINEAR                         | Karthik Yegnesh (2000–), a 2017-es Intel International Science and Engineering Fair tudományos verseny első helyezettje és kategóriájának legjobbja matematikai témában készített projektjével, emellett megkapta az Intel Foundation Cultural and Scientific Visit to China díjat is                           | MPC JPL |
| 34163 Neyveli         | 2000 QY27      | 2000. augusztus 24.  | Socorro            | LINEAR                         | Pranav Sundar Neyveli (2000–), a 2017-es Intel International Science and Engineering Fair tudományos verseny második helyezettje számítógépes biológiai és bioinformatikai témában készített projektjével | MPC JPL |
| 34164 Anikacheerla    | 2000 QQ28      | 2000. augusztus 24.  | Socorro            | LINEAR                         | Anika Cheerla (2001–), a 2017-es Intel International Science and Engineering Fair tudományos verseny második helyezettje robotika és intelligens gépek témában készített csoportprojektjével | MPC JPL |
| 34165 Nikhilcheerla   | 2000 QW28      | 2000. augusztus 24.  | Socorro            | LINEAR                         | Nikhil Cheerla (1999–), a 2017-es Intel International Science and Engineering Fair tudományos verseny második helyezettje robotika és intelligens gépek témában készített csoportprojektjével | MPC JPL |
| 34166 Neildeshmukh    | 2000 QQ30      | 2000. augusztus 25.  | Socorro            | LINEAR                         | Neil Deshmukh (2002–), a 2017-es Intel International Science and Engineering Fair tudományos verseny második helyezettje szoftverrendszerek témában készített projektjével | MPC JPL |
| (34167) 2000 QS30     | 2000 QS30      | 2000. augusztus 25.  | Socorro            | LINEAR                         | | MPC JPL |
| (34168) 2000 QP31     | 2000 QP31      | 2000. augusztus 26.  | Socorro            | LINEAR                         | | MPC JPL |
| (34169) 2000 QA33     | 2000 QA33      | 2000. augusztus 26.  | Socorro            | LINEAR                         | | MPC JPL |
| (34170) 2000 QX33     | 2000 QX33      | 2000. augusztus 26.  | Prescott           | Paul G. Comba                  | | MPC JPL |
| (34171) 2000 QZ34     | 2000 QZ34      | 2000. augusztus 26.  | Višnjan            | Korado Korlević, Mario Jurić   | | MPC JPL |
| 34172 Camillemiles    | 2000 QU37      | 2000. augusztus 24.  | Socorro            | LINEAR                         | Camille Alden Miles (1999–), a 2017-es Intel International Science and Engineering Fair tudományos verseny első helyezettje és kategóriájának legjobbja energiák témában készített projektjével, emellett megkapta az Intel Foundation Cultural and Scientific Visit to China díjat is                          | MPC JPL |
| (34173) 2000 QY37     | 2000 QY37      | 2000. augusztus 24.  | Socorro            | LINEAR                         | | MPC JPL |
| (34174) 2000 QP38     | 2000 QP38      | 2000. augusztus 24.  | Socorro            | LINEAR                         | | MPC JPL |
| 34175 Joshuadong      | 2000 QG39      | 2000. augusztus 24.  | Socorro            | LINEAR                         | Joshua Dong (1999–), a 2017-es Intel International Science and Engineering Fair tudományos verseny második helyezettje műszaki mechanikai témában készített projektjével | MPC JPL |
| 34176 Balamurugan     | 2000 QT39      | 2000. augusztus 24.  | Socorro            | LINEAR                         | Vishaal N. Balamurugan (2000–), a 2017-es Intel International Science and Engineering Fair tudományos verseny második helyezettje biokémiai témában készített projektjével | MPC JPL |
| 34177 Amandawilson    | 2000 QD40      | 2000. augusztus 24.  | Socorro            | LINEAR                         | Amanda Grace Wilson (2000–), a 2017-es Intel International Science and Engineering Fair tudományos verseny első helyezettje növénytudományi témában készített projektjével | MPC JPL |
| 34178 Sarahmarie      | 2000 QM41      | 2000. augusztus 24.  | Socorro            | LINEAR                         | Sarah Marie Romanelli (1999–), a 2017-es Intel International Science and Engineering Fair tudományos verseny második helyezettje áttételi orvostudományi témában készített projektjével | MPC JPL |
| 34179 Bryanchun       | 2000 QT41      | 2000. augusztus 24.  | Socorro            | LINEAR                         | Bryan Hoo Hao Chun (1998–), a 2017-es Intel International Science and Engineering Fair tudományos verseny második helyezettje energiák témában készített projektjével | MPC JPL |
| 34180 Jessicayoung    | 2000 QP42      | 2000. augusztus 24.  | Socorro            | LINEAR                         | Jessica E. Young (1998–), a 2017-es Intel International Science and Engineering Fair tudományos verseny első helyezettje és kategóriájának legjobbja állattudományi témában készített projektjével | MPC JPL |
| 34181 Patnaik         | 2000 QT42      | 2000. augusztus 24.  | Socorro            | LINEAR                         | Ritik Patnaik (2001–), a 2017-es Intel International Science and Engineering Fair tudományos verseny második helyezettje szoftverrendszerek témában készített projektjével | MPC JPL |
| 34182 Sachan          | 2000 QC44      | 2000. augusztus 24.  | Socorro            | LINEAR                         | Kshitij Sachan (2000–), a 2017-es Intel International Science and Engineering Fair tudományos verseny második helyezettje sejt- és molekuláris biológiai témában készített csoportprojektjével | MPC JPL |
| 34183 Yeshdoctor      | 2000 QG44      | 2000. augusztus 24.  | Socorro            | LINEAR                         | Yesh Satyajit Doctor (2000–), a 2017-es Intel International Science and Engineering Fair tudományos verseny második helyezettje sejt- és molekuláris biológiai témában készített csoportprojektjével | MPC JPL |
| 34184 Hegde           | 2000 QZ44      | 2000. augusztus 24.  | Socorro            | LINEAR                         | Sahil Hegde (1999–), a 2017-es Intel International Science and Engineering Fair tudományos verseny második helyezettje fizikai és csillagászati témában készített csoportprojektjével | MPC JPL |
| (34185) 2000 QP47     | 2000 QP47      | 2000. augusztus 24.  | Socorro            | LINEAR                         | | MPC JPL |
| (34186) 2000 QT47     | 2000 QT47      | 2000. augusztus 24.  | Socorro            | LINEAR                         | | MPC JPL |
| 34187 Tomaino         | 2000 QW47      | 2000. augusztus 24.  | Socorro            | LINEAR                         | Shane Tomaino (2000–), a 2017-es Intel International Science and Engineering Fair tudományos verseny első helyezettje műszaki mechanikai témában készített projektjével | MPC JPL |
| 34188 Clarawagner     | 2000 QB48      | 2000. augusztus 24.  | Socorro            | LINEAR                         | Clara Elizabeth Wagner (1998–), a 2017-es Intel International Science and Engineering Fair tudományos verseny első helyezettje és kategóriájának legjobbja bioorvos mérnöki témában készített projektjével, emellett megkapta a Scientific and Cultural Visit to India díjat is                                 | MPC JPL |
| 34189 Ambatipudi      | 2000 QD48      | 2000. augusztus 24.  | Socorro            | LINEAR                         | Mythri Ambatipudi (2000–), a 2017-es Intel International Science and Engineering Fair tudományos verseny második helyezettje számítógépes biológiai és bioinformatikai témában készített projektjével | MPC JPL |
| 34190 Erinsmith       | 2000 QA49      | 2000. augusztus 24.  | Socorro            | LINEAR                         | Erin Smith (1999–), a 2017-es Intel International Science and Engineering Fair tudományos verseny első helyezettje és kategóriájának legjobbja viselkedés- és társadalomtudományi témában készített projektjével, emellett megkapta a Cultural and Scientific Visit to China díjat is                           | MPC JPL |
| 34191 Jakhete         | 2000 QR49      | 2000. augusztus 24.  | Socorro            | LINEAR                         | Shantanu Jakhete (2000–), a 2017-es Intel International Science and Engineering Fair tudományos verseny első helyezettje állattudományi témában készített projektjével | MPC JPL |
| 34192 Sappington      | 2000 QE50      | 2000. augusztus 24.  | Socorro            | LINEAR                         | James Donovan Sappington (2001–), a 2017-es Intel International Science and Engineering Fair tudományos verseny második helyezettje föld- és környezettudományi témában készített projektjével | MPC JPL |
| 34193 Annakoonce      | 2000 QT52      | 2000. augusztus 24.  | Socorro            | LINEAR                         | Anna Colleen Koonce (2000–), a 2017-es Intel International Science and Engineering Fair tudományos verseny második helyezettje növénytudományi témában készített projektjével | MPC JPL |
| 34194 Serenajing      | 2000 QW52      | 2000. augusztus 24.  | Socorro            | LINEAR                         | Serena Liang Jing (1998–), a 2017-es Intel International Science and Engineering Fair tudományos verseny második helyezettje bioorvos mérnöki témában készített projektjével | MPC JPL |
| (34195) 2000 QA54     | 2000 QA54      | 2000. augusztus 25.  | Socorro            | LINEAR                         | | MPC JPL |
| (34196) 2000 QB54     | 2000 QB54      | 2000. augusztus 25.  | Socorro            | LINEAR                         | | MPC JPL |
| 34197 Susrinivasan    | 2000 QD54      | 2000. augusztus 25.  | Socorro            | LINEAR                         | Suraj Sai Srinivasan (2000–), a 2017-es Intel International Science and Engineering Fair tudományos verseny első helyezettje bioorvos mérnöki témában készített projektjével | MPC JPL |
| 34198 Oliverleitner   | 2000 QM54      | 2000. augusztus 25.  | Socorro            | LINEAR                         | Oliver Leitner (2000–), a 2017-es Intel International Science and Engineering Fair tudományos verseny második helyezettje energiák témában készített projektjével | MPC JPL |
| 34199 Amyjin          | 2000 QV54      | 2000. augusztus 25.  | Socorro            | LINEAR                         | Amy Yue Jin (2000–), a 2017-es Intel International Science and Engineering Fair tudományos verseny második helyezettje robotika és intelligens gépek témában készített projektjével | MPC JPL |
| 34200 Emmasun         | 2000 QW54      | 2000. augusztus 25.  | Socorro            | LINEAR                         | Emma Sun (2002–), a 2017-es Intel International Science and Engineering Fair tudományos verseny második helyezettje viselkedés- és társadalomtudományi témában készített csoportprojektjével | MPC JPL |
| 34201–34300.          |                |                      |                    |                                | |         |
| (34201) 2000 QX54     | 2000 QX54      | 2000. augusztus 25.  | Socorro            | LINEAR                         | | MPC JPL |
| 34202 Sionaprasad     | 2000 QB55      | 2000. augusztus 25.  | Socorro            | LINEAR                         | Siona Prasad (2001–), a 2017-es Intel International Science and Engineering Fair tudományos verseny második helyezettje föld- és környezettudományi témában készített projektjével | MPC JPL |
| (34203) 2000 QO55     | 2000 QO55      | 2000. augusztus 25.  | Socorro            | LINEAR                         | | MPC JPL |
| 34204 Quryshi         | 2000 QR55      | 2000. augusztus 25.  | Socorro            | LINEAR                         | Nabeel Jami Quryshi (2000–), a 2017-es Intel International Science and Engineering Fair tudományos verseny első helyezettje bioorvos- és egészségtudományi témában készített projektjével | MPC JPL |
| 34205 Mizerak         | 2000 QR57      | 2000. augusztus 26.  | Socorro            | LINEAR                         | Evan James Mizerak (1999–), a 2017-es Intel International Science and Engineering Fair tudományos verseny második helyezettje állattudományi témában készített projektjével | MPC JPL |
| 34206 Zhiyuewang      | 2000 QM60      | 2000. augusztus 26.  | Socorro            | LINEAR                         | Zhiyue Wang (1999–), a 2017-es Intel International Science and Engineering Fair tudományos verseny második helyezettje bioorvos- és egészségtudományi témában készített projektjével | MPC JPL |
| (34207) 2000 QR65     | 2000 QR65      | 2000. augusztus 28.  | Socorro            | LINEAR                         | | MPC JPL |
| 34208 Danielzhang     | 2000 QR66      | 2000. augusztus 28.  | Socorro            | LINEAR                         | Daniel Danxu Zhang (1999–), a 2017-es Intel International Science and Engineering Fair tudományos verseny első helyezettje és kategóriájának legjobbja bioorvos- és egészségtudományi témában készített projektjével, emellett megkapta a Philip V. Streich emlékdíjat is                                       | MPC JPL |
| (34209) 2000 QP67     | 2000 QP67      | 2000. augusztus 28.  | Socorro            | LINEAR                         | | MPC JPL |
| (34210) 2000 QV67     | 2000 QV67      | 2000. augusztus 28.  | Socorro            | LINEAR                         | | MPC JPL |
| (34211) 2000 QE68     | 2000 QE68      | 2000. augusztus 28.  | Socorro            | LINEAR                         | | MPC JPL |
| (34212) 2000 QZ68     | 2000 QZ68      | 2000. augusztus 28.  | Reedy Creek        | John Broughton                 | | MPC JPL |
| (34213) 2000 QF69     | 2000 QF69      | 2000. augusztus 26.  | Kitt Peak          | Spacewatch                     | | MPC JPL |
| (34214) 2000 QA72     | 2000 QA72      | 2000. augusztus 24.  | Socorro            | LINEAR                         | | MPC JPL |
| 34215 Stutigarg       | 2000 QD72      | 2000. augusztus 24.  | Socorro            | LINEAR                         | Stuti Paavani Garg (2000–), a 2017-es Intel International Science and Engineering Fair tudományos verseny második helyezettje mikrobiológiai témában készített projektjével | MPC JPL |
| (34216) 2000 QK75     | 2000 QK75      | 2000. augusztus 24.  | Socorro            | LINEAR                         | | MPC JPL |
| (34217) 2000 QA78     | 2000 QA78      | 2000. augusztus 24.  | Socorro            | LINEAR                         | | MPC JPL |
| 34218 Padiyath        | 2000 QC78      | 2000. augusztus 24.  | Socorro            | LINEAR                         | Manashree Seth Padiyath (2002–), a 2017-es Intel International Science and Engineering Fair tudományos verseny első helyezettje környezetmérnöki témában készített projektjével | MPC JPL |
| 34219 Megantang       | 2000 QM80      | 2000. augusztus 24.  | Socorro            | LINEAR                         | Megan Taiyue Tang (2000–), a 2017-es Intel International Science and Engineering Fair tudományos verseny második helyezettje föld- és környezettudományi témában készített projektjével | MPC JPL |
| 34220 Pelagiamajoni   | 2000 QO84      | 2000. augusztus 25.  | Socorro            | LINEAR                         | Pelagia Maria Majoni (1999–), a 2017-es Intel International Science and Engineering Fair tudományos verseny második helyezettje energiák témában készített projektjével | MPC JPL |
| (34221) 2000 QW84     | 2000 QW84      | 2000. augusztus 25.  | Socorro            | LINEAR                         | | MPC JPL |
| (34222) 2000 QS85     | 2000 QS85      | 2000. augusztus 25.  | Socorro            | LINEAR                         | | MPC JPL |
| (34223) 2000 QD87     | 2000 QD87      | 2000. augusztus 25.  | Socorro            | LINEAR                         | | MPC JPL |
| 34224 Maggiechen      | 2000 QG87      | 2000. augusztus 25.  | Socorro            | LINEAR                         | Maggie Shin-Young Chen (2000–), a 2018-as Regeneron STS döntőse és a 2017-es International Science and Engineering Fair tudományos verseny első helyezettje biomérnöki témában készített projektjével | MPC JPL |
| 34225 Fridberg        | 2000 QT87      | 2000. augusztus 25.  | Socorro            | LINEAR                         | Kyle Oskar Fridberg (2000–), a 2018-as Regeneron STS döntőse és a 2017-es International Science and Engineering Fair tudományos verseny első helyezettje és kategóriájának legjobbja kémiai témában készített projektjével, emellett megkapta a Scientific and Cultural Visit to India díjat is                 | MPC JPL |
| (34226) 2000 QM88     | 2000 QM88      | 2000. augusztus 25.  | Socorro            | LINEAR                         | | MPC JPL |
| 34227 Daveyhuang      | 2000 QX89      | 2000. augusztus 25.  | Socorro            | LINEAR                         | Davey H. Huang (1999–), a 2018-as Regeneron STS döntőse és a 2017-es International Science and Engineering Fair tudományos verseny első helyezettje és kategóriájának legjobbja sejt- és molekuláris biológiai témában készített projektjével                                                                   | MPC JPL |
| (34228) 2000 QF90     | 2000 QF90      | 2000. augusztus 25.  | Socorro            | LINEAR                         | | MPC JPL |
| (34229) 2000 QE92     | 2000 QE92      | 2000. augusztus 25.  | Socorro            | LINEAR                         | | MPC JPL |
| (34230) 2000 QF93     | 2000 QF93      | 2000. augusztus 25.  | Socorro            | LINEAR                         | | MPC JPL |
| 34231 Isanisingh      | 2000 QL93      | 2000. augusztus 26.  | Socorro            | LINEAR                         | Isani Singh (1999–), a 2018-as Regeneron STS döntőse és a 2017-es International Science and Engineering Fair tudományos verseny második helyezettje genomikai témában készített projektjével | MPC JPL |
| (34232) 2000 QL94     | 2000 QL94      | 2000. augusztus 26.  | Socorro            | LINEAR                         | | MPC JPL |
| 34233 Caldwell        | 2000 QD95      | 2000. augusztus 26.  | Socorro            | LINEAR                         | Reese Caldwell (2000–), a 2018-as Regeneron Science Talent Search (STS) főiskolai tudományos verseny döntőse biomérnöki témában készített projektjével | MPC JPL |
| 34234 Andrewfang      | 2000 QS95      | 2000. augusztus 26.  | Socorro            | LINEAR                         | Andrew Fang (2000–), a 2018-as Regeneron Science Talent Search (STS) főiskolai tudományos verseny döntőse orvostudományi és egészségügyi témában készített projektjével | MPC JPL |
| 34235 Ellafeiner      | 2000 QZ95      | 2000. augusztus 28.  | Socorro            | LINEAR                         | Ella Feiner (1999–), a 2018-as Regeneron Science Talent Search (STS) főiskolai tudományos verseny döntőse sejt- és molekuláris biológiai témában készített projektjével | MPC JPL |
| 34236 Firester        | 2000 QJ96      | 2000. augusztus 28.  | Socorro            | LINEAR                         | Benjamin J. Firester (1999–), a 2018-as Regeneron Science Talent Search (STS) főiskolai tudományos verseny döntőse növénytudományi témában készített projektjével | MPC JPL |
| 34237 Sarahgao        | 2000 QO96      | 2000. augusztus 28.  | Socorro            | LINEAR                         | Sarah Gao (2000–), a 2018-as Regeneron Science Talent Search (STS) főiskolai tudományos verseny döntőse sejt- és molekuláris biológiai témában készített projektjével | MPC JPL |
| (34238) 2000 QU96     | 2000 QU96      | 2000. augusztus 28.  | Socorro            | LINEAR                         | | MPC JPL |
| 34239 Louisgolowich   | 2000 QX96      | 2000. augusztus 28.  | Socorro            | LINEAR                         | Louis Golowich (2000–), a 2018-as Regeneron Science Talent Search (STS) főiskolai tudományos verseny döntőse informatikai témában készített projektjével | MPC JPL |
| 34240 Charleyhutch    | 2000 QP98      | 2000. augusztus 28.  | Socorro            | LINEAR                         | Charley Hutchinson (2000–), a 2018-as Regeneron Science Talent Search (STS) főiskolai tudományos verseny döntőse kémiai témában készített projektjével | MPC JPL |
| 34241 Skylerjones     | 2000 QZ98      | 2000. augusztus 28.  | Socorro            | LINEAR                         | Skyler Chloe Jones (2000–), a 2018-as Regeneron Science Talent Search (STS) főiskolai tudományos verseny döntőse kémiai témában készített projektjével | MPC JPL |
| (34242) 2000 QD100    | 2000 QD100     | 2000. augusztus 28.  | Socorro            | LINEAR                         | | MPC JPL |
| (34243) 2000 QR100    | 2000 QR100     | 2000. augusztus 28.  | Socorro            | LINEAR                         | | MPC JPL |
| (34244) 2000 QF101    | 2000 QF101     | 2000. augusztus 28.  | Socorro            | LINEAR                         | | MPC JPL |
| 34245 Andrewkomo      | 2000 QG101     | 2000. augusztus 28.  | Socorro            | LINEAR                         | Andrew Komo (2000–), a 2018-as Regeneron Science Talent Search (STS) főiskolai tudományos verseny döntőse informatikai témában készített projektjével | MPC JPL |
| 34246 Kopparapu       | 2000 QO102     | 2000. augusztus 28.  | Socorro            | LINEAR                         | Kavya Kopparapu (2000–), a 2018-as Regeneron Science Talent Search (STS) főiskolai tudományos verseny döntőse számítógépes biológiai és bioinformatikai témában készített projektjével | MPC JPL |
| (34247) 2000 QC103    | 2000 QC103     | 2000. augusztus 28.  | Socorro            | LINEAR                         | | MPC JPL |
| (34248) 2000 QE104    | 2000 QE104     | 2000. augusztus 28.  | Socorro            | LINEAR                         | | MPC JPL |
| 34249 Leolo           | 2000 QY108     | 2000. augusztus 29.  | Socorro            | LINEAR                         | Chiu Fan Bowen Lo (1999–), a 2018-as Regeneron Science Talent Search (STS) főiskolai tudományos verseny döntőse fizikai témában készített projektjével | MPC JPL |
| 34250 Mamichael       | 2000 QA112     | 2000. augusztus 24.  | Socorro            | LINEAR                         | Michael Yuanchao Ma (2000–), a 2018-as Regeneron Science Talent Search (STS) főiskolai tudományos verseny döntőse matematikai témában készített projektjével | MPC JPL |
| 34251 Rohanmehrotra   | 2000 QR112     | 2000. augusztus 24.  | Socorro            | LINEAR                         | Rohan Mehrotra (2000–), a 2018-as Regeneron Science Talent Search (STS) főiskolai tudományos verseny döntőse kémiai témában készített projektjével | MPC JPL |
| 34252 Orlovsky        | 2000 QE113     | 2000. augusztus 24.  | Socorro            | LINEAR                         | Natalia Orlovsky (2000–), a 2018-as Regeneron Science Talent Search (STS) főiskolai tudományos verseny döntőse sejt- és molekuláris biológiai témában készített projektjével | MPC JPL |
| 34253 Nitya           | 2000 QH114     | 2000. augusztus 24.  | Socorro            | LINEAR                         | Nitya Parthasarathy (2000–), a 2018-as Regeneron Science Talent Search (STS) főiskolai tudományos verseny döntőse viselkedés- és társadalomtudományi témában készített projektjével | MPC JPL |
| 34254 Mihirpatel      | 2000 QN114     | 2000. augusztus 24.  | Socorro            | LINEAR                         | Nihir Vipul Patel (2000–), a 2018-as Regeneron Science Talent Search (STS) főiskolai tudományos verseny döntőse informatikai témában készített projektjével | MPC JPL |
| (34255) 2000 QR115    | 2000 QR115     | 2000. augusztus 25.  | Socorro            | LINEAR                         | | MPC JPL |
| 34256 Advaitpatil     | 2000 QK116     | 2000. augusztus 28.  | Socorro            | LINEAR                         | Advait Patil (2000–), a 2018-as Regeneron Science Talent Search (STS) főiskolai tudományos verseny döntőse genomikai témában készített projektjével | MPC JPL |
| (34257) 2000 QU116    | 2000 QU116     | 2000. augusztus 28.  | Socorro            | LINEAR                         | | MPC JPL |
| 34258 Pentland        | 2000 QO119     | 2000. augusztus 25.  | Socorro            | LINEAR                         | Dylan Pentland (1999–), a 2018-as Regeneron Science Talent Search (STS) főiskolai tudományos verseny döntőse matematikai témában készített projektjével | MPC JPL |
| 34259 Abprabhakaran   | 2000 QS119     | 2000. augusztus 25.  | Socorro            | LINEAR                         | Abilash Prabhakaran (2000–), a 2018-as Regeneron Science Talent Search (STS) főiskolai tudományos verseny döntőse sejt- és molekuláris biológiai témában készített projektjével | MPC JPL |
| (34260) 2000 QG120    | 2000 QG120     | 2000. augusztus 25.  | Socorro            | LINEAR                         | | MPC JPL |
| 34261 Musharahman     | 2000 QK120     | 2000. augusztus 25.  | Socorro            | LINEAR                         | Muhammad Shahir Rahman (2000–), a 2018-as Regeneron Science Talent Search (STS) főiskolai tudományos verseny döntőse mérnöki témában készített projektjével | MPC JPL |
| 34262 Michaelren      | 2000 QP120     | 2000. augusztus 25.  | Socorro            | LINEAR                         | Michael Ren (2000–), a 2018-as Regeneron Science Talent Search (STS) főiskolai tudományos verseny döntőse matematikai témában készített projektjével | MPC JPL |
| (34263) 2000 QV121    | 2000 QV121     | 2000. augusztus 25.  | Socorro            | LINEAR                         | | MPC JPL |
| 34264 Sadhuka         | 2000 QN124     | 2000. augusztus 28.  | Socorro            | LINEAR                         | Shuvom Sadhuka (1999–), a 2018-as Regeneron Science Talent Search (STS) főiskolai tudományos verseny döntőse fizikai témában készített projektjével | MPC JPL |
| (34265) 2000 QC125    | 2000 QC125     | 2000. augusztus 29.  | Socorro            | LINEAR                         | | MPC JPL |
| 34266 Schweinfurth    | 2000 QF125     | 2000. augusztus 31.  | Socorro            | LINEAR                         | Raley Schweinfurth (1999–), a 2018-as Regeneron Science Talent Search (STS) főiskolai tudományos verseny döntőse környezettudományi témában készített projektjével | MPC JPL |
| 34267 Haniya          | 2000 QC126     | 2000. augusztus 31.  | Socorro            | LINEAR                         | Haniya Shareef (2000–), a 2018-as Regeneron Science Talent Search (STS) főiskolai tudományos verseny döntőse növénytudományi témában készített projektjével | MPC JPL |
| 34268 Gracetian       | 2000 QP128     | 2000. augusztus 25.  | Socorro            | LINEAR                         | Grace Tian (2000–), a 2018-as Regeneron Science Talent Search (STS) főiskolai tudományos verseny döntőse matematikai témában készített projektjével | MPC JPL |
| (34269) 2000 QV130    | 2000 QV130     | 2000. augusztus 24.  | Socorro            | LINEAR                         | | MPC JPL |
| (34270) 2000 QW131    | 2000 QW131     | 2000. augusztus 25.  | Socorro            | LINEAR                         | | MPC JPL |
| 34271 Vinjaivale      | 2000 QH132     | 2000. augusztus 26.  | Socorro            | LINEAR                         | Vinjai Vale (2000–), a 2018-as Regeneron Science Talent Search (STS) főiskolai tudományos verseny döntőse informatikai témában készített projektjével | MPC JPL |
| 34272 Veeramacheneni  | 2000 QQ132     | 2000. augusztus 26.  | Socorro            | LINEAR                         | Teja Sai Veeramacheneni (2000–), a 2018-as Regeneron Science Talent Search (STS) főiskolai tudományos verseny döntőse informatikai témában készített projektjével | MPC JPL |
| 34273 Franklynwang    | 2000 QS134     | 2000. augusztus 26.  | Socorro            | LINEAR                         | Franklyn Hai Wang (2000–), a 2018-as Regeneron Science Talent Search (STS) főiskolai tudományos verseny döntőse matematikai témában készített projektjével | MPC JPL |
| (34274) 2000 QM135    | 2000 QM135     | 2000. augusztus 26.  | Socorro            | LINEAR                         | | MPC JPL |
| (34275) 2000 QE136    | 2000 QE136     | 2000. augusztus 28.  | Socorro            | LINEAR                         | | MPC JPL |
| (34276) 2000 QW136    | 2000 QW136     | 2000. augusztus 29.  | Socorro            | LINEAR                         | | MPC JPL |
| 34277 Davidxingwu     | 2000 QH138     | 2000. augusztus 31.  | Socorro            | LINEAR                         | David Xing Wu (2000–), a 2018-as Regeneron Science Talent Search (STS) főiskolai tudományos verseny döntőse matematikai témában készített projektjével | MPC JPL |
| 34278 Justinxie       | 2000 QE139     | 2000. augusztus 31.  | Socorro            | LINEAR                         | Justin Long Xie (2000–), a 2018-as Regeneron Science Talent Search (STS) főiskolai tudományos verseny döntőse űrtudományi témában készített projektjével | MPC JPL |
| 34279 Alicezhang      | 2000 QJ139     | 2000. augusztus 31.  | Socorro            | LINEAR                         | Alice Anran Zhang (2000–), a 2018-as Regeneron Science Talent Search (STS) főiskolai tudományos verseny döntőse informatikai témában készített projektjével | MPC JPL |
| 34280 Victoradler     | 2000 QP140     | 2000. augusztus 31.  | Socorro            | LINEAR                         | Victor Adler, a 2018-as Regeneron Science Talent Search (STS) főiskolai tudományos verseny egyik döntősének mentora | MPC JPL |
| 34281 Albritton       | 2000 QR141     | 2000. augusztus 31.  | Socorro            | LINEAR                         | Daniel Albritton, a 2018-as Regeneron Science Talent Search (STS) főiskolai tudományos verseny egyik döntősének mentora | MPC JPL |
| 34282 Applegate       | 2000 QX142     | 2000. augusztus 31.  | Socorro            | LINEAR                         | John Applegate, a 2018-as Regeneron Science Talent Search (STS) főiskolai tudományos verseny egyik döntősének mentora | MPC JPL |
| 34283 Bagley          | 2000 QM146     | 2000. augusztus 31.  | Socorro            | LINEAR                         | Michelle Bagley, a 2018-as Regeneron Science Talent Search (STS) főiskolai tudományos verseny egyik döntősének mentora | MPC JPL |
| 34284 Seancampbell    | 2000 QR146     | 2000. augusztus 31.  | Socorro            | LINEAR                         | Sean Campbell, a 2018-as Regeneron Science Talent Search (STS) főiskolai tudományos verseny egyik döntősének mentora | MPC JPL |
| 34285 Dorothydady     | 2000 QA147     | 2000. augusztus 31.  | Socorro            | LINEAR                         | Dorothy Dady, a 2018-as Regeneron Science Talent Search (STS) főiskolai tudományos verseny egyik döntősének mentora | MPC JPL |
| (34286) 2000 QF147    | 2000 QF147     | 2000. augusztus 31.  | Socorro            | LINEAR                         | | MPC JPL |
| (34287) 2000 QG147    | 2000 QG147     | 2000. augusztus 31.  | Socorro            | LINEAR                         | | MPC JPL |
| 34288 Bevindaglen     | 2000 QU149     | 2000. augusztus 25.  | Socorro            | LINEAR                         | Bevin Daglen, a 2018-as Regeneron Science Talent Search (STS) főiskolai tudományos verseny egyik döntősének mentora | MPC JPL |
| 34289 Johndell        | 2000 QC150     | 2000. augusztus 25.  | Socorro            | LINEAR                         | John Dell, a 2018-as Regeneron Science Talent Search (STS) főiskolai tudományos verseny egyik döntősének mentora | MPC JPL |
| (34290) 2000 QQ150    | 2000 QQ150     | 2000. augusztus 25.  | Socorro            | LINEAR                         | | MPC JPL |
| (34291) 2000 QS150    | 2000 QS150     | 2000. augusztus 25.  | Socorro            | LINEAR                         | | MPC JPL |
| (34292) 2000 QK151    | 2000 QK151     | 2000. augusztus 25.  | Socorro            | LINEAR                         | | MPC JPL |
| 34293 Khiemdoba       | 2000 QJ152     | 2000. augusztus 29.  | Socorro            | LINEAR                         | Khiem Doba, a 2018-as Regeneron Science Talent Search (STS) főiskolai tudományos verseny egyik döntősének mentora | MPC JPL |
| 34294 Taylordufford   | 2000 QM152     | 2000. augusztus 29.  | Socorro            | LINEAR                         | Taylor Dufford, a 2018-as Regeneron Science Talent Search (STS) főiskolai tudományos verseny egyik döntősének mentora | MPC JPL |
| (34295) 2000 QN152    | 2000 QN152     | 2000. augusztus 29.  | Socorro            | LINEAR                         | | MPC JPL |
| (34296) 2000 QT153    | 2000 QT153     | 2000. augusztus 29.  | Socorro            | LINEAR                         | | MPC JPL |
| 34297 Willfrazer      | 2000 QH156     | 2000. augusztus 31.  | Socorro            | LINEAR                         | Will Frazer, a 2018-as Regeneron Science Talent Search (STS) főiskolai tudományos verseny egyik döntősének mentora | MPC JPL |
| (34298) 2000 QH159    | 2000 QH159     | 2000. augusztus 31.  | Socorro            | LINEAR                         | (L5 – trójai csoport) | MPC JPL |
| (34299) 2000 QF162    | 2000 QF162     | 2000. augusztus 31.  | Socorro            | LINEAR                         | | MPC JPL |
| 34300 Brendafrost     | 2000 QV166     | 2000. augusztus 31.  | Socorro            | LINEAR                         | Brenda Frost, a 2018-as Regeneron Science Talent Search (STS) főiskolai tudományos verseny egyik döntősének mentora | MPC JPL |
| 34301–34400.          |                |                      |                    |                                | |         |
| (34301) 2000 QO171    | 2000 QO171     | 2000. augusztus 31.  | Socorro            | LINEAR                         | | MPC JPL |
| 34302 Riagalanos      | 2000 QU172     | 2000. augusztus 31.  | Socorro            | LINEAR                         | Ria Galanos, a 2018-as Regeneron Science Talent Search (STS) főiskolai tudományos verseny egyik döntősének mentora | MPC JPL |
| (34303) 2000 QN173    | 2000 QN173     | 2000. augusztus 31.  | Socorro            | LINEAR                         | | MPC JPL |
| 34304 Alainagarza     | 2000 QB178     | 2000. augusztus 31.  | Socorro            | LINEAR                         | Alaina Garza, a 2018-as Regeneron Science Talent Search (STS) főiskolai tudományos verseny egyik döntősének mentora | MPC JPL |
| (34305) 2000 QN179    | 2000 QN179     | 2000. augusztus 31.  | Socorro            | LINEAR                         | | MPC JPL |
| (34306) 2000 QP183    | 2000 QP183     | 2000. augusztus 25.  | Socorro            | LINEAR                         | | MPC JPL |
| 34307 Arielhaas       | 2000 QT183     | 2000. augusztus 26.  | Socorro            | LINEAR                         | Ariel Haas, a 2018-as Regeneron Science Talent Search (STS) főiskolai tudományos verseny egyik döntősének mentora | MPC JPL |
| 34308 Roberthall      | 2000 QC185     | 2000. augusztus 26.  | Socorro            | LINEAR                         | Robert L. Hall, a 2018-as Regeneron Science Talent Search (STS) főiskolai tudományos verseny egyik döntősének mentora | MPC JPL |
| (34309) 2000 QY186    | 2000 QY186     | 2000. augusztus 26.  | Socorro            | LINEAR                         | | MPC JPL |
| 34310 Markhannum      | 2000 QA187     | 2000. augusztus 26.  | Socorro            | LINEAR                         | Mark G. Hannum, a 2018-as Regeneron Science Talent Search (STS) főiskolai tudományos verseny egyik döntősének mentora | MPC JPL |
| (34311) 2000 QE188    | 2000 QE188     | 2000. augusztus 26.  | Socorro            | LINEAR                         | | MPC JPL |
| 34312 Deahaupt        | 2000 QO188     | 2000. augusztus 26.  | Socorro            | LINEAR                         | Dea Michael Haupt, a 2018-as Regeneron Science Talent Search (STS) főiskolai tudományos verseny egyik döntősének mentora | MPC JPL |
| 34313 Lisahevner      | 2000 QQ188     | 2000. augusztus 26.  | Socorro            | LINEAR                         | Lisa R. Hevner, a 2018-as Regeneron Science Talent Search (STS) főiskolai tudományos verseny egyik döntősének mentora | MPC JPL |
| 34314 Jasonlee        | 2000 QN189     | 2000. augusztus 26.  | Socorro            | LINEAR                         | Jason Lee, a 2018-as Regeneron Science Talent Search (STS) főiskolai tudományos verseny egyik döntősének mentora | MPC JPL |
| (34315) 2000 QJ190    | 2000 QJ190     | 2000. augusztus 26.  | Socorro            | LINEAR                         | | MPC JPL |
| 34316 Christineleo    | 2000 QS190     | 2000. augusztus 26.  | Socorro            | LINEAR                         | Christine Leo, a 2018-as Regeneron Science Talent Search (STS) főiskolai tudományos verseny egyik döntősének mentora | MPC JPL |
| 34317 Fabianmak       | 2000 QH191     | 2000. augusztus 26.  | Socorro            | LINEAR                         | Fabian Mak, a 2018-as Regeneron Science Talent Search (STS) főiskolai tudományos verseny egyik döntősének mentora | MPC JPL |
| (34318) 2000 QV192    | 2000 QV192     | 2000. augusztus 26.  | Socorro            | LINEAR                         | | MPC JPL |
| 34319 Neilmilburn     | 2000 QD193     | 2000. augusztus 29.  | Socorro            | LINEAR                         | Neil Milburn, a 2018-as Regeneron Science Talent Search (STS) főiskolai tudományos verseny egyik döntősének mentora | MPC JPL |
| 34320 Davidmonge      | 2000 QU195     | 2000. augusztus 26.  | Socorro            | LINEAR                         | David R. Monge, a 2018-as Regeneron Science Talent Search (STS) főiskolai tudományos verseny egyik döntősének mentora | MPC JPL |
| 34321 Russellmotter   | 2000 QY195     | 2000. augusztus 28.  | Socorro            | LINEAR                         | Russell Motter, a 2018-as Regeneron Science Talent Search (STS) főiskolai tudományos verseny egyik döntősének mentora | MPC JPL |
| 34322 Marknandor      | 2000 QW196     | 2000. augusztus 29.  | Socorro            | LINEAR                         | Mark Nandor, a 2018-as Regeneron Science Talent Search (STS) főiskolai tudományos verseny egyik döntősének mentora | MPC JPL |
| 34323 Williamrose     | 2000 QN198     | 2000. augusztus 29.  | Socorro            | LINEAR                         | William Rose, a 2018-as Regeneron Science Talent Search (STS) főiskolai tudományos verseny egyik döntősének mentora | MPC JPL |
| 34324 Jeremyschwartz  | 2000 QB199     | 2000. augusztus 29.  | Socorro            | LINEAR                         | Jeremy Schwartz, a 2018-as Regeneron Science Talent Search (STS) főiskolai tudományos verseny egyik döntősének mentora | MPC JPL |
| 34325 Terrencevale    | 2000 QN201     | 2000. augusztus 29.  | Socorro            | LINEAR                         | Terrence Vale, a 2018-as Regeneron Science Talent Search (STS) főiskolai tudományos verseny egyik döntősének mentora | MPC JPL |
| 34326 Zhaurova        | 2000 QF202     | 2000. augusztus 29.  | Socorro            | LINEAR                         | Irene Zhaurova, a 2018-as Regeneron Science Talent Search (STS) főiskolai tudományos verseny egyik döntősének mentora | MPC JPL |
| (34327) 2000 QS203    | 2000 QS203     | 2000. augusztus 29.  | Socorro            | LINEAR                         | | MPC JPL |
| 34328 Jackalbright    | 2000 QR204     | 2000. augusztus 31.  | Socorro            | LINEAR                         | Jack Dualan Albright (2004–), a 2018-as Broadcom MASTERS középiskolások számára rendezett matematikai és tudományos verseny döntőse informatikai és szoftverfejlesztési témában készített projektjével | MPC JPL |
| 34329 Sribhimaraju    | 2000 QO206     | 2000. augusztus 31.  | Socorro            | LINEAR                         | Sriram Venugopal Bhimaraju (2006–), a 2018-as Broadcom MASTERS középiskolások számára rendezett matematikai és tudományos verseny döntőse informatikai és szoftverfejlesztési témában készített projektjével | MPC JPL |
| 34330 Bissoondial     | 2000 QB209     | 2000. augusztus 31.  | Socorro            | LINEAR                         | Tyler Logan Bissoondial (2005–), a 2018-as Broadcom MASTERS középiskolások számára rendezett matematikai és tudományos verseny döntőse növénytudományi témában készített projektjével | MPC JPL |
| 34331 Annadu          | 2000 QH209     | 2000. augusztus 31.  | Socorro            | LINEAR                         | Anna Du (2005–), a 2018-as Broadcom MASTERS középiskolások számára rendezett matematikai és tudományos verseny döntőse növénytudományi témában készített projektjével | MPC JPL |
| 34332 Alicefeng       | 2000 QU209     | 2000. augusztus 31.  | Socorro            | LINEAR                         | Alice Feng (2004–), a 2018-as Broadcom MASTERS középiskolások számára rendezett matematikai és tudományos verseny döntőse anyagok és biomérnöki témában készített projektjével | MPC JPL |
| 34333 Roycorgross     | 2000 QG211     | 2000. augusztus 31.  | Socorro            | LINEAR                         | Roy Corrado Gross (2004–), a 2018-as Broadcom MASTERS középiskolások számára rendezett matematikai és tudományos verseny döntőse villamos- és gépészmérnöki témában készített projektjével | MPC JPL |
| 34334 Georgiagrace    | 2000 QG212     | 2000. augusztus 31.  | Socorro            | LINEAR                         | Georgia Grace Hutchinson (2004–), a 2018-as Broadcom MASTERS középiskolások számára rendezett matematikai és tudományos verseny döntőse energia és fenntarthatóság témában készített projektjével | MPC JPL |
| 34335 Ahmadismail     | 2000 QR214     | 2000. augusztus 31.  | Socorro            | LINEAR                         | Ahmad Ismail (2004–), a 2018-as Broadcom MASTERS középiskolások számára rendezett matematikai és tudományos verseny döntőse mikrobiológiai és biokémiai témában készített projektjével | MPC JPL |
| 34336 Willjenkins     | 2000 QT214     | 2000. augusztus 31.  | Socorro            | LINEAR                         | William Vaughn Jenkins (2004–), a 2018-as Broadcom MASTERS középiskolások számára rendezett matematikai és tudományos verseny döntőse villamos- és gépészmérnöki témában készített projektjével | MPC JPL |
| 34337 Mihirjoshi      | 2000 QR215     | 2000. augusztus 31.  | Socorro            | LINEAR                         | Mihir Nitin Joshi (2005–), a 2018-as Broadcom MASTERS középiskolások számára rendezett matematikai és tudományos verseny döntőse fizikai témában készített projektjével | MPC JPL |
| 34338 Shreyaskar      | 2000 QM216     | 2000. augusztus 31.  | Socorro            | LINEAR                         | Shreyas Kar (2004–), a 2018-as Broadcom MASTERS középiskolások számára rendezett matematikai és tudományos verseny döntőse informatikai és szoftverfejlesztési témában készített projektjével | MPC JPL |
| (34339) 2000 QH218    | 2000 QH218     | 2000. augusztus 28.  | Socorro            | LINEAR                         | | MPC JPL |
| (34340) 2000 QN224    | 2000 QN224     | 2000. augusztus 26.  | Kitt Peak          | Spacewatch                     | | MPC JPL |
| (34341) 2000 QW224    | 2000 QW224     | 2000. augusztus 26.  | Haleakalā          | NEAT                           | | MPC JPL |
| 34342 Asmikumar       | 2000 QK227     | 2000. augusztus 31.  | Socorro            | LINEAR                         | Asmi Kumar (2003–), a 2018-as Broadcom MASTERS középiskolások számára rendezett matematikai és tudományos verseny döntőse anyagok és biomérnöki témában készített projektjével | MPC JPL |
| 34343 Kumaran         | 2000 QU227     | 2000. augusztus 31.  | Socorro            | LINEAR                         | Janani Sarjana Kumaran (2003–), a 2018-as Broadcom MASTERS középiskolások számára rendezett matematikai és tudományos verseny döntőse növénytudományi témában készített projektjével | MPC JPL |
| (34344) 2000 QP229    | 2000 QP229     | 2000. augusztus 31.  | Socorro            | LINEAR                         | | MPC JPL |
| 34345 Gabriellalui    | 2000 RY        | 2000. szeptember 1.  | Socorro            | LINEAR                         | Gabriella Lui (2004–), a 2018-as Broadcom MASTERS középiskolások számára rendezett matematikai és tudományos verseny döntőse villamos- és gépészmérnöki témában készített projektjével | MPC JPL |
| 34346 Varunmadan      | 2000 RJ1       | 2000. szeptember 1.  | Socorro            | LINEAR                         | Varun Raj Madan (2004–), a 2018-as Broadcom MASTERS középiskolások számára rendezett matematikai és tudományos verseny döntőse állattudományi témában készített projektjével | MPC JPL |
| (34347) 2000 RN1      | 2000 RN1       | 2000. szeptember 1.  | Socorro            | LINEAR                         | | MPC JPL |
| (34348) 2000 RF3      | 2000 RF3       | 2000. szeptember 1.  | Socorro            | LINEAR                         | | MPC JPL |
| (34349) 2000 RQ7      | 2000 RQ7       | 2000. szeptember 1.  | Socorro            | LINEAR                         | | MPC JPL |
| (34350) 2000 RW7      | 2000 RW7       | 2000. szeptember 1.  | Socorro            | LINEAR                         | | MPC JPL |
| 34351 Decatur         | 2000 RZ8       | 2000. szeptember 3.  | Emerald Lane       | Loren C. Ball                  | az alabamai Decatur a Tennessee folyó déli partján fekszik, körülbelül 25 km-re a NASA Marshall Űrrepülési Központjától; emellett itt található még a az Emerald Lane Obszervatórium is, ahol ezt a kisbolygót felfedezték                                                                                      | MPC JPL |
| (34352) 2000 RJ13     | 2000 RJ13      | 2000. szeptember 1.  | Socorro            | LINEAR                         | | MPC JPL |
| (34353) 2000 RX17     | 2000 RX17      | 2000. szeptember 1.  | Socorro            | LINEAR                         | | MPC JPL |
| 34354 Johnmadland     | 2000 RL18      | 2000. szeptember 1.  | Socorro            | LINEAR                         | John William Madland (2004–), a 2018-as Broadcom MASTERS középiskolások számára rendezett matematikai és tudományos verseny döntőse fizikai témában készített projektjével | MPC JPL |
| 34355 Mefford         | 2000 RB20      | 2000. szeptember 1.  | Socorro            | LINEAR                         | Lillian Elise Mefford (2004–), a 2018-as Broadcom MASTERS középiskolások számára rendezett matematikai és tudományos verseny döntőse föld- és környezettudományi témában készített projektjével | MPC JPL |
| 34356 Gahamuriel      | 2000 RR20      | 2000. szeptember 1.  | Socorro            | LINEAR                         | Gabriela Hamaty Muriel (2003–), a 2018-as Broadcom MASTERS középiskolások számára rendezett matematikai és tudományos verseny döntőse fizikai témában készített projektjével | MPC JPL |
| 34357 Amaraorth       | 2000 RO21      | 2000. szeptember 1.  | Socorro            | LINEAR                         | Amara Jean Orth (2004–), a 2018-as Broadcom MASTERS középiskolások számára rendezett matematikai és tudományos verseny döntőse kémiai témában készített projektjével | MPC JPL |
| (34358) 2000 RV22     | 2000 RV22      | 2000. szeptember 1.  | Socorro            | LINEAR                         | | MPC JPL |
| (34359) 2000 RN26     | 2000 RN26      | 2000. szeptember 1.  | Socorro            | LINEAR                         | | MPC JPL |
| (34360) 2000 RS28     | 2000 RS28      | 2000. szeptember 1.  | Socorro            | LINEAR                         | | MPC JPL |
| (34361) 2000 RT28     | 2000 RT28      | 2000. szeptember 1.  | Socorro            | LINEAR                         | | MPC JPL |
| (34362) 2000 RK30     | 2000 RK30      | 2000. szeptember 1.  | Socorro            | LINEAR                         | | MPC JPL |
| 34363 Prawira         | 2000 RT30      | 2000. szeptember 1.  | Socorro            | LINEAR                         | Jacqueline Prawira (2004–), a 2018-as Broadcom MASTERS középiskolások számára rendezett matematikai és tudományos verseny döntőse kémiai témában készített projektjével | MPC JPL |
| 34364 Katequinn       | 2000 RZ30      | 2000. szeptember 1.  | Socorro            | LINEAR                         | Kate Elise Quinn (2006–), a 2018-as Broadcom MASTERS középiskolások számára rendezett matematikai és tudományos verseny döntőse mikrobiológiai és biokémiai témában készített projektjével | MPC JPL |
| 34365 Laurareilly     | 2000 RS34      | 2000. szeptember 1.  | Socorro            | LINEAR                         | Laura Maria Reilly (2003–), a 2018-as Broadcom MASTERS középiskolások számára rendezett matematikai és tudományos verseny döntőse orvos- és egészségtudományi témában készített projektjével | MPC JPL |
| 34366 Rosavestal      | 2000 RP36      | 2000. szeptember 4.  | Palmer Divide      | Brian D. Warner                | Rosa Vallee Warner (születési nevén: Vestal; 1922–2002), a felfedező anyja, aki már korán ösztönözte fia érdeklődését a csillagászat iránt; emellett másokat is inspirált az egész életen át tartó érdeklődésével és a filozófia, a vallás és a politikai ügyekben tett tanulmányozásával                       | MPC JPL |
| 34367 Kennedyrogers   | 2000 RQ40      | 2000. szeptember 3.  | Socorro            | LINEAR                         | Kennedy Sophia Rogers (2005–), a 2018-as Broadcom MASTERS középiskolások számára rendezett matematikai és tudományos verseny döntőse fizikai témában készített projektjével | MPC JPL |
| (34368) 2000 RA41     | 2000 RA41      | 2000. szeptember 3.  | Socorro            | LINEAR                         | | MPC JPL |
| (34369) 2000 RA42     | 2000 RA42      | 2000. szeptember 3.  | Socorro            | LINEAR                         | | MPC JPL |
| (34370) 2000 RY42     | 2000 RY42      | 2000. szeptember 3.  | Socorro            | LINEAR                         | | MPC JPL |
| (34371) 2000 RC43     | 2000 RC43      | 2000. szeptember 3.  | Socorro            | LINEAR                         | | MPC JPL |
| 34372 Bentleysiems    | 2000 RS44      | 2000. szeptember 3.  | Socorro            | LINEAR                         | Bentley Louis Siems (2005–), a 2018-as Broadcom MASTERS középiskolások számára rendezett matematikai és tudományos verseny döntőse mikrobiológiai és biokémiai témában készített projektjével | MPC JPL |
| (34373) 2000 RT44     | 2000 RT44      | 2000. szeptember 3.  | Socorro            | LINEAR                         | | MPC JPL |
| (34374) 2000 RP48     | 2000 RP48      | 2000. szeptember 3.  | Socorro            | LINEAR                         | | MPC JPL |
| (34375) 2000 RP49     | 2000 RP49      | 2000. szeptember 5.  | Socorro            | LINEAR                         | | MPC JPL |
| (34376) 2000 RO54     | 2000 RO54      | 2000. szeptember 3.  | Socorro            | LINEAR                         | | MPC JPL |
| (34377) 2000 RQ54     | 2000 RQ54      | 2000. szeptember 3.  | Socorro            | LINEAR                         | | MPC JPL |
| (34378) 2000 RV54     | 2000 RV54      | 2000. szeptember 3.  | Socorro            | LINEAR                         | | MPC JPL |
| 34379 Slettnes        | 2000 RU55      | 2000. szeptember 5.  | Socorro            | LINEAR                         | Espen Slettnes (2005–), a 2018-as Broadcom MASTERS középiskolások számára rendezett matematikai és tudományos verseny döntőse matematikai témában készített projektjével | MPC JPL |
| 34380 Pratikvangal    | 2000 RV55      | 2000. szeptember 5.  | Socorro            | LINEAR                         | Pratik Sriram Vangal (2003–), a 2018-as Broadcom MASTERS középiskolások számára rendezett matematikai és tudományos verseny döntőse energia és fenntarthatóság témában készített projektjével | MPC JPL |
| (34381) 2000 RW55     | 2000 RW55      | 2000. szeptember 5.  | Socorro            | LINEAR                         | | MPC JPL |
| (34382) 2000 RG56     | 2000 RG56      | 2000. szeptember 6.  | Socorro            | LINEAR                         | | MPC JPL |
| (34383) 2000 RH56     | 2000 RH56      | 2000. szeptember 6.  | Socorro            | LINEAR                         | | MPC JPL |
| (34384) 2000 RW61     | 2000 RW61      | 2000. szeptember 1.  | Socorro            | LINEAR                         | | MPC JPL |
| (34385) 2000 RE62     | 2000 RE62      | 2000. szeptember 1.  | Socorro            | LINEAR                         | | MPC JPL |
| (34386) 2000 RP62     | 2000 RP62      | 2000. szeptember 1.  | Socorro            | LINEAR                         | | MPC JPL |
| 34387 Venkatesh       | 2000 RX62      | 2000. szeptember 2.  | Socorro            | LINEAR                         | Akshaya Venkatesh (2004–), a 2018-as Broadcom MASTERS középiskolások számára rendezett matematikai és tudományos verseny döntőse viselkedés- és társadalomtudományi témában készített projektjével | MPC JPL |
| 34388 Wylonis         | 2000 RE63      | 2000. szeptember 2.  | Socorro            | LINEAR                         | Leo Edward Wylonis (2004–), a 2018-as Broadcom MASTERS középiskolások számára rendezett matematikai és tudományos verseny döntőse villamos- és gépészmérnöki témában készített projektjével | MPC JPL |
| (34389) 2000 RJ65     | 2000 RJ65      | 2000. szeptember 1.  | Socorro            | LINEAR                         | | MPC JPL |
| (34390) 2000 RJ66     | 2000 RJ66      | 2000. szeptember 1.  | Socorro            | LINEAR                         | | MPC JPL |
| 34391 Garyzhan        | 2000 RX67      | 2000. szeptember 2.  | Socorro            | LINEAR                         | Gary Zhan (2004–), a 2018-as Broadcom MASTERS középiskolások számára rendezett matematikai és tudományos verseny döntőse mikrobiológiai és biokémiai témában készített projektjével | MPC JPL |
| (34392) 2000 RT68     | 2000 RT68      | 2000. szeptember 2.  | Socorro            | LINEAR                         | | MPC JPL |
| (34393) 2000 RL69     | 2000 RL69      | 2000. szeptember 2.  | Socorro            | LINEAR                         | | MPC JPL |
| (34394) 2000 RC70     | 2000 RC70      | 2000. szeptember 2.  | Socorro            | LINEAR                         | | MPC JPL |
| (34395) 2000 RS73     | 2000 RS73      | 2000. szeptember 2.  | Socorro            | LINEAR                         | | MPC JPL |
| (34396) 2000 RT74     | 2000 RT74      | 2000. szeptember 3.  | Socorro            | LINEAR                         | | MPC JPL |
| (34397) 2000 RJ76     | 2000 RJ76      | 2000. szeptember 4.  | Socorro            | LINEAR                         | | MPC JPL |
| 34398 Terryschmidt    | 2000 RK78      | 2000. szeptember 9.  | Palmer Divide      | Brian D. Warner                | Terry Eugene Schmidt (1938–1993), az illinoisi Aurora Főiskolán végzett, később elismert szakértővé vált a meteoritika területén; munkájába beletartozik még a kisbolygó fénygörbület paramétereinek meghatározása, amelyeket tanításával továbbadott a felfedezőnek                                            | MPC JPL |
| 34399 Hachiojihigashi | 2000 RD79      | 2000. szeptember 7.  | Bisei SG Center    | BATTeRS                        | a Hacsiojihigasi csapat, amely a Hacsioji-Higasi Középiskolába járó Nisi, Szakurai és Tamaiból áll, a csapat megnyerte a tizenhatodik alkalommal, 2008-ban megrendezett Satellite Design Contest versenyt az "A fly--An advance to the space" című űrkísérleti javaslatukkal                                    | MPC JPL |
| (34400) 2000 RC81     | 2000 RC81      | 2000. szeptember 1.  | Socorro            | LINEAR                         | | MPC JPL |
| 34401–34500.          |                |                      |                    |                                | |         |
| (34401) 2000 RS83     | 2000 RS83      | 2000. szeptember 1.  | Socorro            | LINEAR                         | | MPC JPL |
| (34402) 2000 RW84     | 2000 RW84      | 2000. szeptember 2.  | Anderson Mesa      | LONEOS                         | | MPC JPL |
| (34403) 2000 RP85     | 2000 RP85      | 2000. szeptember 2.  | Anderson Mesa      | LONEOS                         | | MPC JPL |
| (34404) 2000 RZ85     | 2000 RZ85      | 2000. szeptember 2.  | Socorro            | LINEAR                         | | MPC JPL |
| (34405) 2000 RU86     | 2000 RU86      | 2000. szeptember 2.  | Anderson Mesa      | LONEOS                         | | MPC JPL |
| (34406) 2000 RD92     | 2000 RD92      | 2000. szeptember 3.  | Socorro            | LINEAR                         | | MPC JPL |
| (34407) 2000 RD93     | 2000 RD93      | 2000. szeptember 3.  | Socorro            | LINEAR                         | | MPC JPL |
| (34408) 2000 RX94     | 2000 RX94      | 2000. szeptember 4.  | Anderson Mesa      | LONEOS                         | | MPC JPL |
| (34409) 2000 RB95     | 2000 RB95      | 2000. szeptember 4.  | Anderson Mesa      | LONEOS                         | | MPC JPL |
| (34410) 2000 RT95     | 2000 RT95      | 2000. szeptember 4.  | Anderson Mesa      | LONEOS                         | | MPC JPL |
| (34411) 2000 RR96     | 2000 RR96      | 2000. szeptember 4.  | Anderson Mesa      | LONEOS                         | (Cybele dinamikai család) | MPC JPL |
| (34412) 2000 RG100    | 2000 RG100     | 2000. szeptember 5.  | Socorro            | LINEAR                         | | MPC JPL |
| (34413) 2000 RS101    | 2000 RS101     | 2000. szeptember 5.  | Anderson Mesa      | LONEOS                         | | MPC JPL |
| 34414 MacLennan       | 2000 RQ103     | 2000. szeptember 5.  | Anderson Mesa      | LONEOS                         | Eric MacLennan (1990–), a Helsinki Egyetem Fizikai tanszékének posztdoktorális kutatója; tanulmányozza a regolit előállítását, fizikai és kémiai fejlődését, mobilizálását teleszkópos reflexiós spektroszkópiával és termikus analízissel                                                                      | MPC JPL |
| (34415) 2000 RV103    | 2000 RV103     | 2000. szeptember 6.  | Socorro            | LINEAR                         | | MPC JPL |
| (34416) 2000 RV104    | 2000 RV104     | 2000. szeptember 6.  | Socorro            | LINEAR                         | | MPC JPL |
| (34417) 2000 RE105    | 2000 RE105     | 2000. szeptember 7.  | Socorro            | LINEAR                         | | MPC JPL |
| (34418) 2000 SO3      | 2000 SO3       | 2000. szeptember 20. | Socorro            | LINEAR                         | | MPC JPL |
| 34419 Corning         | 2000 SA7       | 2000. szeptember 20. | Elmira             | Anthony J. Cecce               | Corning egy üveggyár otthona, amely professzionális távcső tükröket készít, beleértve a palomari 5 méteres átmérőjű Hale távcső lemezét; itt található a hale teleszkóp egytized léptékű mérnöki modellje, amelyet ennek a kisbolygónak a felfedezésére használtak                                              | MPC JPL |
| 34420 Peterpau        | 2000 SC7       | 2000. szeptember 23. | Desert Beaver      | William Kvong Dzsu Dzseung     | Peter Pau (1951–), 2001-ben a legjobb operatőrnek választották a 73. Oscar-gálán a Crouching Tiger és a Hidden Dragon című filmjeiért; emellett közreműködött még a The Bride with White Hair (1993) filmben is                                                                                                 | MPC JPL |
| (34421) 2000 SA12     | 2000 SA12      | 2000. szeptember 20. | Socorro            | LINEAR                         | | MPC JPL |
| (34422) 2000 SX14     | 2000 SX14      | 2000. szeptember 23. | Socorro            | LINEAR                         | | MPC JPL |
| (34423) 2000 SF20     | 2000 SF20      | 2000. szeptember 23. | Socorro            | LINEAR                         | | MPC JPL |
| 34424 Utashima        | 2000 SA21      | 2000. szeptember 24. | Bisei SG Center    | BATTeRS                        | Utasima Maszajosi (1951–), a Japan Aerospace Exploration Agency kutató munkatársa volt, szakterületei közé tartozott az orbitális mechanika; a Japan Spaceguard Association első szakaszában az igazgatótanács tagja volt; vizsgálatokat végzett a NEA észleléseire mind a földi, mind az űrteleszkópokkal      | MPC JPL |
| (34425) 2000 SP22     | 2000 SP22      | 2000. szeptember 20. | Haleakalā          | NEAT                           | | MPC JPL |
| (34426) 2000 SS22     | 2000 SS22      | 2000. szeptember 20. | Haleakalā          | NEAT                           | | MPC JPL |
| (34427) 2000 SN23     | 2000 SN23      | 2000. szeptember 26. | Višnjan            | Korado Korlević                | | MPC JPL |
| (34428) 2000 SA27     | 2000 SA27      | 2000. szeptember 23. | Socorro            | LINEAR                         | | MPC JPL |
| (34429) 2000 SC27     | 2000 SC27      | 2000. szeptember 23. | Socorro            | LINEAR                         | | MPC JPL |
| (34430) 2000 SJ29     | 2000 SJ29      | 2000. szeptember 24. | Socorro            | LINEAR                         | | MPC JPL |
| (34431) 2000 SZ33     | 2000 SZ33      | 2000. szeptember 24. | Socorro            | LINEAR                         | | MPC JPL |
| (34432) 2000 SF36     | 2000 SF36      | 2000. szeptember 24. | Socorro            | LINEAR                         | | MPC JPL |
| (34433) 2000 SE37     | 2000 SE37      | 2000. szeptember 24. | Socorro            | LINEAR                         | | MPC JPL |
| (34434) 2000 SE39     | 2000 SE39      | 2000. szeptember 24. | Socorro            | LINEAR                         | | MPC JPL |
| (34435) 2000 SR39     | 2000 SR39      | 2000. szeptember 24. | Socorro            | LINEAR                         | | MPC JPL |
| (34436) 2000 SE40     | 2000 SE40      | 2000. szeptember 24. | Socorro            | LINEAR                         | | MPC JPL |
| (34437) 2000 SF43     | 2000 SF43      | 2000. szeptember 26. | Črni Vrh           | Črni Vrh Obszervatórium        | | MPC JPL |
| (34438) 2000 SV44     | 2000 SV44      | 2000. szeptember 26. | Nacsi-Kacuura      | Simizu Josiszada, Urata Takesi | | MPC JPL |
| (34439) 2000 SG45     | 2000 SG45      | 2000. szeptember 21. | Socorro            | LINEAR                         | | MPC JPL |
| (34440) 2000 SV46     | 2000 SV46      | 2000. szeptember 23. | Socorro            | LINEAR                         | | MPC JPL |
| (34441) 2000 SZ60     | 2000 SZ60      | 2000. szeptember 24. | Socorro            | LINEAR                         | | MPC JPL |
| (34442) 2000 SS64     | 2000 SS64      | 2000. szeptember 24. | Socorro            | LINEAR                         | | MPC JPL |
| (34443) 2000 ST70     | 2000 ST70      | 2000. szeptember 24. | Socorro            | LINEAR                         | | MPC JPL |
| (34444) 2000 SW73     | 2000 SW73      | 2000. szeptember 24. | Socorro            | LINEAR                         | | MPC JPL |
| (34445) 2000 SX73     | 2000 SX73      | 2000. szeptember 24. | Socorro            | LINEAR                         | | MPC JPL |
| (34446) 2000 SN74     | 2000 SN74      | 2000. szeptember 24. | Socorro            | LINEAR                         | | MPC JPL |
| (34447) 2000 SU74     | 2000 SU74      | 2000. szeptember 24. | Socorro            | LINEAR                         | | MPC JPL |
| (34448) 2000 SC78     | 2000 SC78      | 2000. szeptember 24. | Socorro            | LINEAR                         | | MPC JPL |
| (34449) 2000 SJ79     | 2000 SJ79      | 2000. szeptember 24. | Socorro            | LINEAR                         | | MPC JPL |
| (34450) 2000 SZ80     | 2000 SZ80      | 2000. szeptember 24. | Socorro            | LINEAR                         | | MPC JPL |
| (34451) 2000 SY82     | 2000 SY82      | 2000. szeptember 24. | Socorro            | LINEAR                         | | MPC JPL |
| (34452) 2000 SS83     | 2000 SS83      | 2000. szeptember 24. | Socorro            | LINEAR                         | | MPC JPL |
| (34453) 2000 SG84     | 2000 SG84      | 2000. szeptember 24. | Socorro            | LINEAR                         | | MPC JPL |
| (34454) 2000 SB86     | 2000 SB86      | 2000. szeptember 24. | Socorro            | LINEAR                         | | MPC JPL |
| (34455) 2000 SW87     | 2000 SW87      | 2000. szeptember 24. | Socorro            | LINEAR                         | | MPC JPL |
| (34456) 2000 SG88     | 2000 SG88      | 2000. szeptember 24. | Socorro            | LINEAR                         | | MPC JPL |
| (34457) 2000 SW88     | 2000 SW88      | 2000. szeptember 24. | Socorro            | LINEAR                         | | MPC JPL |
| (34458) 2000 ST90     | 2000 ST90      | 2000. szeptember 22. | Socorro            | LINEAR                         | | MPC JPL |
| (34459) 2000 SC91     | 2000 SC91      | 2000. szeptember 22. | Socorro            | LINEAR                         | | MPC JPL |
| (34460) 2000 SV91     | 2000 SV91      | 2000. szeptember 23. | Socorro            | LINEAR                         | | MPC JPL |
| (34461) 2000 SC95     | 2000 SC95      | 2000. szeptember 23. | Socorro            | LINEAR                         | | MPC JPL |
| (34462) 2000 SD95     | 2000 SD95      | 2000. szeptember 23. | Socorro            | LINEAR                         | | MPC JPL |
| (34463) 2000 SB101    | 2000 SB101     | 2000. szeptember 23. | Socorro            | LINEAR                         | | MPC JPL |
| (34464) 2000 SC101    | 2000 SC101     | 2000. szeptember 23. | Socorro            | LINEAR                         | | MPC JPL |
| (34465) 2000 SD102    | 2000 SD102     | 2000. szeptember 24. | Socorro            | LINEAR                         | | MPC JPL |
| (34466) 2000 SN105    | 2000 SN105     | 2000. szeptember 24. | Socorro            | LINEAR                         | | MPC JPL |
| (34467) 2000 SC108    | 2000 SC108     | 2000. szeptember 24. | Socorro            | LINEAR                         | | MPC JPL |
| (34468) 2000 SS109    | 2000 SS109     | 2000. szeptember 30. | Socorro            | LINEAR                         | | MPC JPL |
| (34469) 2000 SM110    | 2000 SM110     | 2000. szeptember 24. | Socorro            | LINEAR                         | | MPC JPL |
| (34470) 2000 SV113    | 2000 SV113     | 2000. szeptember 24. | Socorro            | LINEAR                         | | MPC JPL |
| (34471) 2000 SE115    | 2000 SE115     | 2000. szeptember 24. | Socorro            | LINEAR                         | | MPC JPL |
| (34472) 2000 ST115    | 2000 ST115     | 2000. szeptember 24. | Socorro            | LINEAR                         | | MPC JPL |
| (34473) 2000 SC116    | 2000 SC116     | 2000. szeptember 24. | Socorro            | LINEAR                         | | MPC JPL |
| (34474) 2000 SJ116    | 2000 SJ116     | 2000. szeptember 24. | Socorro            | LINEAR                         | | MPC JPL |
| (34475) 2000 SC118    | 2000 SC118     | 2000. szeptember 24. | Socorro            | LINEAR                         | | MPC JPL |
| (34476) 2000 SX118    | 2000 SX118     | 2000. szeptember 24. | Socorro            | LINEAR                         | | MPC JPL |
| (34477) 2000 SJ120    | 2000 SJ120     | 2000. szeptember 24. | Socorro            | LINEAR                         | | MPC JPL |
| (34478) 2000 SR120    | 2000 SR120     | 2000. szeptember 24. | Socorro            | LINEAR                         | | MPC JPL |
| (34479) 2000 ST120    | 2000 ST120     | 2000. szeptember 24. | Socorro            | LINEAR                         | | MPC JPL |
| (34480) 2000 SW121    | 2000 SW121     | 2000. szeptember 24. | Socorro            | LINEAR                         | | MPC JPL |
| (34481) 2000 SF122    | 2000 SF122     | 2000. szeptember 24. | Socorro            | LINEAR                         | | MPC JPL |
| (34482) 2000 SX122    | 2000 SX122     | 2000. szeptember 24. | Socorro            | LINEAR                         | | MPC JPL |
| (34483) 2000 SW123    | 2000 SW123     | 2000. szeptember 24. | Socorro            | LINEAR                         | | MPC JPL |
| (34484) 2000 SR124    | 2000 SR124     | 2000. szeptember 24. | Socorro            | LINEAR                         | | MPC JPL |
| (34485) 2000 SF128    | 2000 SF128     | 2000. szeptember 24. | Socorro            | LINEAR                         | | MPC JPL |
| (34486) 2000 ST131    | 2000 ST131     | 2000. szeptember 22. | Socorro            | LINEAR                         | | MPC JPL |
| (34487) 2000 SE133    | 2000 SE133     | 2000. szeptember 23. | Socorro            | LINEAR                         | | MPC JPL |
| (34488) 2000 SO135    | 2000 SO135     | 2000. szeptember 23. | Socorro            | LINEAR                         | | MPC JPL |
| (34489) 2000 SE136    | 2000 SE136     | 2000. szeptember 23. | Socorro            | LINEAR                         | | MPC JPL |
| (34490) 2000 SO137    | 2000 SO137     | 2000. szeptember 23. | Socorro            | LINEAR                         | | MPC JPL |
| (34491) 2000 SB138    | 2000 SB138     | 2000. szeptember 23. | Socorro            | LINEAR                         | | MPC JPL |
| (34492) 2000 SP139    | 2000 SP139     | 2000. szeptember 23. | Socorro            | LINEAR                         | | MPC JPL |
| (34493) 2000 SR139    | 2000 SR139     | 2000. szeptember 23. | Socorro            | LINEAR                         | | MPC JPL |
| (34494) 2000 SE144    | 2000 SE144     | 2000. szeptember 24. | Socorro            | LINEAR                         | | MPC JPL |
| (34495) 2000 SX146    | 2000 SX146     | 2000. szeptember 24. | Socorro            | LINEAR                         | | MPC JPL |
| (34496) 2000 SF147    | 2000 SF147     | 2000. szeptember 24. | Socorro            | LINEAR                         | | MPC JPL |
| (34497) 2000 SJ147    | 2000 SJ147     | 2000. szeptember 24. | Socorro            | LINEAR                         | | MPC JPL |
| (34498) 2000 SF149    | 2000 SF149     | 2000. szeptember 24. | Socorro            | LINEAR                         | | MPC JPL |
| (34499) 2000 SL150    | 2000 SL150     | 2000. szeptember 24. | Socorro            | LINEAR                         | | MPC JPL |
| (34500) 2000 SW154    | 2000 SW154     | 2000. szeptember 24. | Socorro            | LINEAR                         | | MPC JPL |

## Fordítás
Ez a szócikk részben vagy egészben  a   List of minor planets: 34001–35000 című angol Wikipédia-szócikk fordításán alapul.  Az eredeti cikk szerkesztőit annak laptörténete sorolja fel. Ez a jelzés csupán a megfogalmazás eredetét és a szerzői jogokat jelzi, nem szolgál a cikkben szereplő információk forrásmegjelöléseként.
Ez a szócikk részben vagy egészben  a   Meanings of minor planet names: 34001–35000 című angol Wikipédia-szócikk fordításán alapul.  Az eredeti cikk szerkesztőit annak laptörténete sorolja fel. Ez a jelzés csupán a megfogalmazás eredetét és a szerzői jogokat jelzi, nem szolgál a cikkben szereplő információk forrásmegjelöléseként.